# イギリス

グレートブリテン及び北アイルランド連合王国
United Kingdom of Great Britain and Northern Ireland

国の標語：Dieu et mon droit
（フランス語:神と我が権利）
国歌：God Save the King（英語）
神よ国王を守り給え
 

1. 
2. 
3. 
4. 
5. 

グレートブリテン及び北アイルランド連合王国（グレートブリテンおよびきたアイルランドれんごうおうこく、英語: United Kingdom of Great Britain and Northern Ireland、英語略称: United Kingdom、UK、Britain）、通称イギリスは、ヨーロッパ大陸北西岸に位置し、グレートブリテン島、アイルランド島北東部その他多くの島々から成る立憲君主制国家。首都はロンドン。
アイルランドとは北アイルランドと国境を接しており、スペインとはジブラルタルで国境を接している。

## 概要
イギリスはイングランド、ウェールズ、スコットランド、北アイルランドという、歴史的経緯に基づく4つの「カントリー（国）」が、同君連合型の単一主権国家を形成している。また、日本語における通称の一例として、英国（えいこく）がある（#国名を参照）。
イギリス地域には新石器時代から継続的に人が住んでいたとされている。西暦43年、ローマによるブリテン島の征服が始まり、ローマ支配下からの脱却に続いて、アングロサクソン人の入植が開始された。1066年にはノルマン人がイングランド地域を征服しに掛かった（ノルマン・コンクエストを参照）。
1455年から1487年に亘って続いた薔薇戦争の終結により、イングランド国家は安定しながらも権力を増大し始め、16世紀にはウェールズが併合され、大英帝国が設立された。17世紀を通じて、英国君主制の役割は縮小（特にイングランド内戦の結果として）され、1707年にはイングランド王国とスコットランド王国の両国が連合条約の下で統一され、大ブリテン王国が設立されることになった。ジョージ王朝時代には、首相職が新設され、1800年に連合法が施行されてからは、1801年にアイルランド王国を併合してグレートブリテン及びアイルランド連合王国を創造させている。だが、アイルランド地域の大部分は1922年にアイルランド自由国としてイギリス圏から分離したため、1927年の王室および議会の称号法により、現在のイギリス国家が建国されることとなった。
イギリスは世界初の工業国であり、19世紀から20世紀初頭にかけて世界を台頭する国家となった。特に1815年から1914年にかけてのパックス・ブリタニカ時代には、世界有数の大国として存在を強めていた。それに伴ってイギリスを主体とする大英帝国は19世紀の殆どの間、農業の繁栄、支配的な貿易国としての役割、巨大な工業力、重要な技術的成果、そして19世紀のロンドンが世界の主要な金融センターとして台頭したことに支えられ、主たる経済大国の地位を築き上げていた。1920年代の最盛期には、大英帝国は世界の陸地と人口のほぼ4分の1を占め、史上最大の帝国となっていた。しかし、第一次世界大戦と第二次世界大戦への参戦は大英帝国の経済力を低迷させ、世界的な脱植民地化の波が殆どのイギリス植民地の独立へとつながった。そして第二次世界大戦終了後に植民地が次々と独立したことで、イギリスの帝国体制は「イギリス連邦」へと転換を図る形で終焉し、同国は世界的大国の地位から一時退いている。
核拡散防止条約により核兵器の保有を認められた5つの公式核保有国のひとつであり、強力な軍事力を持つ。ウィーン体制が成立した1815年以来、世界で最も影響力のある国家を指す、列強のひとつに数えられる。また、民主主義、立憲君主制、議院内閣制など近代国家の基本的な諸制度の発祥国でもあり、ピューリタン革命、名誉革命、産業革命など、様々な歴史的事象の舞台であった。シェイクスピア、ダーウィン、ニュートン、クック、ファラデー、フレミングといった科学者や芸術家の故国で、現代においてもビートルズ、クイーンなどを輩出した。ビジネスや政治において「国際共通語」化が進んでいる英語は、イングランドの発祥である。同国の擬人化としてはジョン・ブル、ブリタニアが知られる。
GDPは2020年時点で名目GDP世界第5位、購買力平価世界第9位と、いずれも世界10位以内に位置する大きな市場を持ち、世界的な経済大国かつヨーロッパにおける四つの大国「ビッグ4」の一国である。人間開発指数の高い先進国と見なされている。
イギリスは国際連合安全保障理事会常任理事国（略称：P5）であり、G7・G20に参加する先進国である。また、経済協力開発機構（OECD）、北大西洋条約機構（NATO）、欧州評議会（CoE）の原加盟国である。かつては欧州連合（EU）に属していたが、2020年2月1日付で離脱している （ブレグジットを参照）。

## 国名
正式名称は英語で、United Kingdom of Great Britain and Northern Ireland（ユナイテッド・キングダム・オヴ・グレイト・ブリテン・アンド・ノーザン・アイルランド）。
日本語では、「グレートブリテン及び北部アイルランド連合王国」とする場合（協定書文など）と「グレート・ブリテン及び北部アイルランド連合王国」とする場合（法令文など）と「グレートブリテン及び北アイルランド連合王国」とする場合（条約文など）と「グレート・ブリテン及び北アイルランド連合王国」とする場合（報告書文など）がある。
英語での略称は「United Kingdom」、「UK」、「Britain」。日本語における一般的な通称は「イギリス」もしくは「英国」（英と略称される）であるが、稀に「United Kingdom」の直訳である「連合王国（れんごうおうこく）」が用いられることもある。現在の公用文では「英国」が使用されており、「イギリス」は口語で用いられることが多い。「連合王国」は2003年まで法文において用いられていた。
「イギリス」は、イングランドに関連するポルトガル語の形容詞「inglez, inglês（イングレス、イングレシュ）」が語源で、戦国時代にポルトガル人が来航した事に起源を持つ。原義にかかわらず連合王国全体を指して使われており、連合王国の構成体たる「イングランド」とは区別される。江戸時代には、オランダ語の形容詞「engelsch, engels（エンゲルス）」を語源とする「エゲレス」という呼称も広く使用された。幕末から明治・大正期には「英吉利（えいぎりす）」や「大不列顛（大不列顚、だいふれつてん、大ブリテン）」と漢字で表記されることもあったが、前者が「英国」という略称の語源である。ただし「英国」は、狭義に連合王国全体でなくイングランド（英格蘭）のみを指す場合もある。
1707年合同法においては、イングランド王国およびスコットランド王国を一王国に統合すると宣言する。同法において、新国家名称は「グレートブリテン王国」または「グレートブリテン連合王国」および「連合王国」とすると述べている。しかしながら、「連合王国」という用語は18世紀における非公式の使用にのみ見られ、「長文式」でない単なる「グレートブリテン」であった1707年から1800年まで、同国はごくまれに正式名称である「グレートブリテン連合王国」と言及された。1800年合同法では、1801年にグレートブリテン王国とアイルランド王国が統合し、グレートブリテン及びアイルランド連合王国が成立した。現在の正式国名である「グレートブリテン及び北（部）アイルランド連合王国」は、北アイルランドのみが連合王国の一部としてとどまった1922年のアイルランド自由国独立およびアイルランド分裂後に採用された。
イギリスは主権国家として国であるが、イングランド、スコットランド、ウェールズ、それほどの段階ではないが北アイルランドも、主権国家ではないが「国」（country）と呼ばれる。スコットランド、ウェールズ、北アイルランドは、権限の委譲による自治権を有する。イギリス首相のウェブサイトでは、連合王国の説明として「1国内の国々」という言葉が用いられていた。イギリスの12のNUTS1地域統計のような複数の統計的概要において、スコットランド、ウェールズ、北アイルランドを「region」と言及している。北アイルランドは「province」とも言及される。北アイルランドに関しては、記述名の使用が「多くの場合、個人の政治的選好を明らかにする選択で議論の的になり得る」。
英語では「Britain」という言葉は、連合王国の同義語として頻繁に用いられる。一方、「Great Britain」という言葉は、連合王国全体の緩い同義語として用いられる場合もあるが、本来はイングランド、スコットランドおよびウェールズを指すものであり、北アイルランドを含む（すなわち、イギリス全体を指す）場合には用いるべきでないとされる。
"GB"及び"GBR"は、イギリスの標準国名コード (ISO 3166-2及びISO 3166-1 alpha-3を参照) であり、その結果として国際機関がイギリスに言及する際に用いられることがある。さらに、イギリスのオリンピックチームは「Great Britain」もしくは「Team GB」の名称を用いる。
形容詞の「British」は、イギリスに関する事項への言及によく用いられる。「British」に明白な法的含意はないが、イギリスの市民権及び国籍に関する事項への言及に法律上用いられる。イギリスの国民は、自らの国民性を表現するのに多数の異なる用語を用い、自らをイギリス人であるか、イングランド人、スコットランド人、ウェールズ人、北アイルランド人、アイルランド人 であるか、またはその両方であると見なし得る。
2006年、英国旅券に新デザインが導入された。新パスポートの1ページ目には、英語、ウェールズ語、スコットランド・ゲール語で正式国名が記載されている。ウェールズ語での正式国名は「Teyrnas Unedig Prydain Fawr a Gogledd Iwerddon」であり、政府のウェブサイト上での略名は「Teyrnas Unedig」であるが、通常は語形変化した形「Y Deyrnas Unedig」から「DU」と略される。スコットランド・ゲール語での正式国名は「Rìoghachd Aonaichte Bhreatainn is Èireann a Tuath」であり、略名は「Rìoghachd Aonaichte」である。

## 歴史

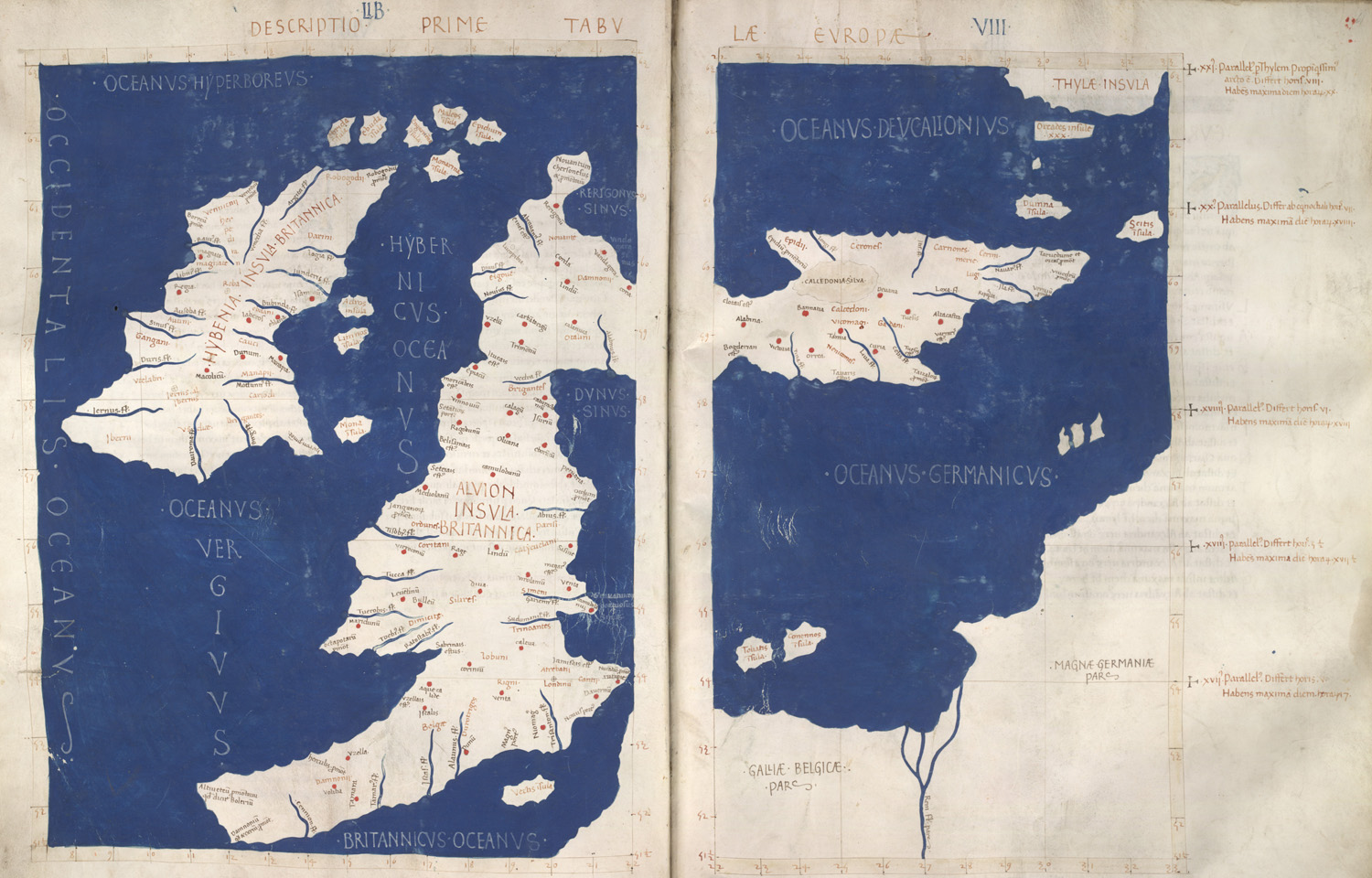
プトレマイオスの『地理学』に基づく地図、アルビオンとヒベルニア（現在のアイルランド）の文字が見える。

古代のグレートブリテン島はアルビオンと呼ばれた。ラテン語起源で、ドーバーの白い崖に由来するとされる。
1066年、ノルマンディー公であったウィリアム征服王 (William the Conqueror) がイングランドを征服し、大陸の進んだ封建制を導入して、王国の体制を整えていった。人口と経済力に勝るイングランドがウェールズとスコットランドを圧倒していった。
1282年、ウェールズ地方にもイングランドの州制度がしかれた。14 - 15世紀にわたりフランスと百年戦争を展開したが、1373年に英葡永久同盟を結んだ。
1497年、ジョン・カボットが北米海岸を発見した。1534年、国王至上法が出た。1536年及び1543年の統一法の下、ウェールズを正式に併合した（ウェールズ法諸法）。1559年、キリスト教がイングランド国教会統一された。1562年フランスでユグノー戦争が起こってユグノーが移ってきた。1588年、アルマダの海戦でスペインを破った。

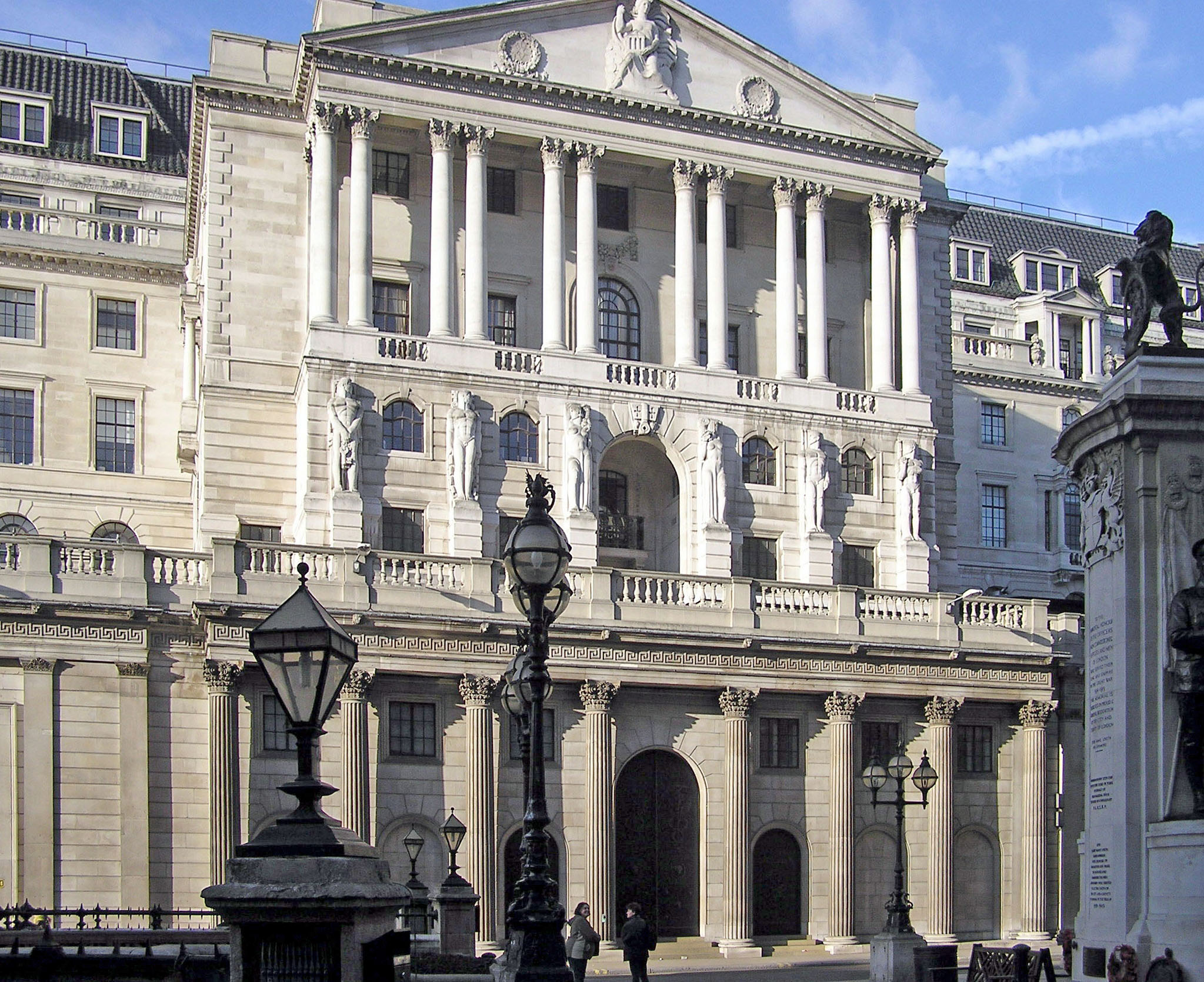
イングランド銀行

1600年、イギリス東インド会社が設立された。1603年、イングランドとスコットランドが同君連合を形成した。そしてヘンリー・ハドソンやウィリアム・バフィンが北米探検を実行した。1607年のヴァージニアに始まり、1732年のジョージアにいたる北アメリカ大陸東海岸に13植民地が形成、1620年、ピルグリム・ファーザーズが北米に上陸した。1628年に権利の請願がなされた。ウィレム3世は1694年イングランド銀行を設立した。1707年の合同法で、イングランドとスコットランドは合邦しグレートブリテン王国となった。1754年には北アメリカにてフレンチ・インディアン戦争が勃発、グレートブリテン王国は勝利を収めた。
1775年にはアメリカ独立戦争が勃発し、グレートブリテン王国はフランス王国やスペイン帝国などが支援する13植民地に敗北し、パリ条約によって、アメリカ合衆国が正式にグレートブリテン王国からの独立を果たした。

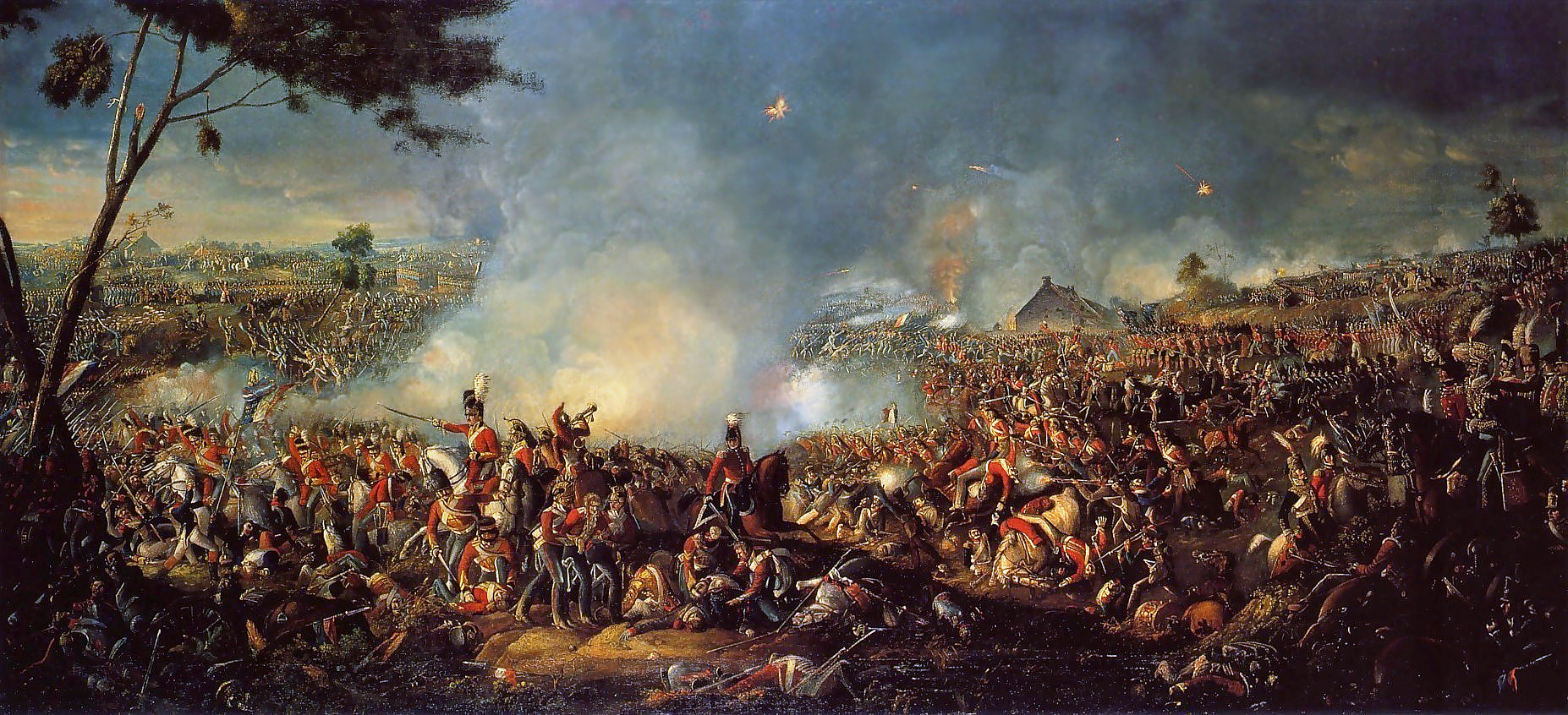
イギリスは1790年代から1810年代にかけ結成された対仏大同盟の主軸であった。連合軍がワーテルローの戦いで勝利し、ナポレオン戦争が終息した。こうしてパクス・ブリタニカの時代が到来した。

1801年の合同法でアイルランド王国と合邦し、「グレートブリテン及びアイルランド連合王国」となった。
エドワード7世の時代、ロシアの極東進出への対抗として1902年に日英同盟、1904年に英仏協商が締結され、19世紀後期の「栄光ある孤立」と謳われた非同盟外交方針は放棄された。
第一次世界大戦では、イギリスは連合国側となり、ドイツ帝国やオーストリア＝ハンガリー帝国と戦闘を繰り広げた。1926年にはバルフォア報告書が提出された。ウィンザー朝のジョージ5世による治世、デビッド・ロイド・ジョージ政権下の1922年に英愛条約が発効され、北部6県（北アイルランド、アルスター地方9県の中の6県）を除く26県がアイルランド自由国（現アイルランド）として独立し、1927年に現在の名称「グレートブリテン及び北アイルランド連合王国」へと改名した。
1939年、アドルフ・ヒトラーのナチ党率いるナチス・ドイツがポーランドに侵攻し、イギリスはフランスとともにドイツに対し宣戦布告。第二次世界大戦となる。バトル・オブ・ブリテンをはじめヨーロッパ戦線では対独伊戦争、太平洋戦線では対日戦争を経験した。
1940年にはナチス・ドイツとのバトル・オブ・ブリテンが勃発し、イギリス上空で激しい航空戦が繰り広げられた。そのほか、同年7月にはロンドン大空襲が行われ、イギリスは多大なる被害を受けた。アメリカ合衆国の民主党フランクリン・ルーズベルト大統領と大西洋憲章を共同で提唱した保守党のウィンストン・チャーチル政権による挙国一致内閣の下に勝利を得た第二次世界大戦後、イギリス軍はドイツのハンブルクやハノーファーを占領し、旧西ドイツの形成の一役を担った。
イギリスは1945年の冷戦開始以降、政治・経済・軍事をはじめ多くの面でアメリカ合衆国に覇権を譲った。また、資本主義・自由主義陣営の西側諸国の一国としてソビエト連邦とは敵対しながら、政治面では労働党のクレメント・アトリー政権が「ゆりかごから墓場まで」をスローガンにベヴァリッジ報告書に基づく福祉国家を作り上げた。経済面ではイングランド銀行がブレトンウッズ体制をめぐる駆け引きに競り負け、1960年代のポンド危機と1970年代のセカンダリー・バンキング危機に遭い、「英国病」とまで呼ばれる不景気に苦しんだ。産業面では戦前からゼネラル・エレクトリックに産業革命の威光を奪われていた。アトリー失脚後は、保守党へ政権交代となりチャーチルが首相に再任した。
第二次大戦中イギリスは帝国内で最大規模の人口を誇るインド帝国に対して、ヨーロッパ、太平洋で複数の戦線を維持し、又城内平和を維持するため戦後インドの地位に対して大幅な譲歩をせざるを得なかった。イギリス政府は1947年にインド独立法を承認し、インドとパキスタンの独立を、翌1948年にはセイロン（スリランカ）の独立を承認した。又大戦中に日本の支配下にあったビルマ、マレーでもイギリス支配下に復することに混乱が見られ、1948年にビルマ（ミャンマー）の1957年にマレーシアの独立を承認した。また、1952年にジョージ6世が崩御したため、エリザベス2世が即位した。
1960年代に入るとフランス領西アフリカの独立要求を期にアフリカ諸国の独立運動が活発化し、1960年にナイジェリアが、1962年にウガンダが、1963年にケニアが、1964年にマラウイとザンビアがイギリスから独立を宣言した。又1961年に南アフリカが、1966年にローデシアがアパルトヘイト維持のためイギリスからの独立を宣言した。
1956年にはエジプトがスエズ運河の国有化を宣言し、同地帯を占領したためイギリス、フランス、イスラエルとの間で戦闘が勃発した。これが第二次中東戦争（スエズ危機）である。英仏は国際世論の支持を得られなかったためスエズから撤退し、地中海と紅海を結ぶスエズ運河の利権を喪失した。またエジプトの行動に励まされて中東地域でも独立運動が刺激され、1971年にバーレーン、カタール、アラブ首長国連邦がイギリスから独立した。
残る最大のイギリス植民地は香港だけになったが、これも1984年に当時の首相マーガレット・サッチャーと鄧小平（中華人民共和国中央軍事委員会主席）の間で行われた英中首脳会談で新界の租借期限が切れる1997年に割譲地も含めて一斉に中国に返還されることになった。香港を返還したことで、イギリスは主要な植民地のほぼ全てを喪失することになり、世界の7つの海を跨いだイギリス帝国は消滅していった。
1964年にはハロルド・ウィルソンが首相に就任し、アトリー以来13年ぶりに労働党が政権に復帰する。1969年にイングランド、ウェールズ、 スコットランド、1973年に北アイルランドで死刑制度が一部例外を除き廃止された。また、ウィルソン労働党政権下で、妊娠中絶の合法化、死刑制度の廃止及び同性愛の非刑罰化（ソドミー法の廃止）を含む社会的改革がなされ、通貨ポンドの平価切り下げや、日本の放送大学のモデルともなった通信制公立大学であるオープン大学の設置などの政策が実施された。
1980年代に成立した保守党のマーガレット・サッチャー政権は、新自由主義による構造改革（ネオリベラリズム・サッチャリズムに基づく民営化・行政改革・規制緩和）を急進させて（小さな政府志向・自由主義国家論）、多くの失業者を出した。地方経済は不振を極め、ロンドンを中心に金融産業などが成長した。
1990年代、政権は保守党のジョン・メージャーから労働党のトニー・ブレアに交代し、イギリスは市場化一辺倒の政策を修正しつつかつての重厚な福祉国家にも逆戻りしない「第三の道」への路線に進むことになった。また、1998年人権法を制定し、死刑制度が完全に廃止された。このころからイギリスは久しぶりの好況に沸き、「老大国」のイメージを払拭すべく「クール・ブリタニア」と呼ばれるイメージ戦略・文化政策に力が入れられるようになった。
2000年代 - 2010年代、21世紀に突入し、労働党のゴードン・ブラウン、保守党のデーヴィッド・キャメロンと政権が続く。
2014年からは同性結婚が合法化された。カントリーの一つであるスコットランドが独立すべきかどうかを問う住民投票が2014年9月に実施されたが独立は否決された。
2016年6月23日、イギリスの欧州連合離脱是非を問う国民投票が実施されその結果、僅差をもって離脱賛成派が過半数を占めたため、イギリスの欧州連合離脱（通称: ブレグジット、Brexit）が決定された。
これを受けて、首相兼保守党党首であるキャメロンが責任を取る形で辞任を表明し、テリーザ・メイが、サッチャーに続く2人目のイギリスの女性首相兼保守党党首として2016年7月13日に就任した。メイ政権は、新たに欧州連合離脱省を設置した。2019年イギリス総選挙では保守党が庶民院の過半数の議席を獲得した。結果として、2020年1月31日午後11時（GMT）にイギリスは欧州連合から脱退した。
2022年9月8日、70年にわたり在位していたエリザベス2世が崩御、チャールズ3世が即位した。
2024年イギリス総選挙では労働党が庶民院の過半数の議席を獲得した。

## 政治
政体は、イギリスの君主を元首に戴く立憲君主制であり、内閣が議会の信任に基づいて存在する議院内閣制を採用する。

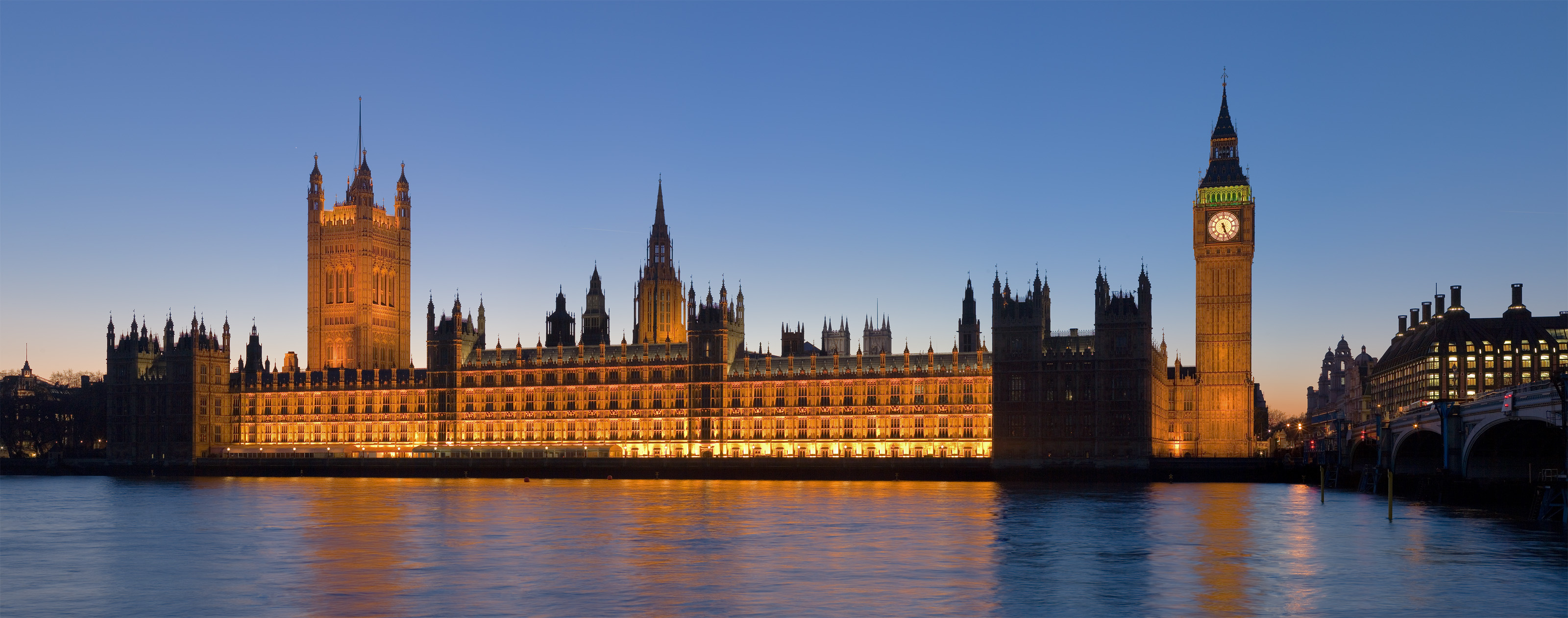
英国議会が議事堂として使用するウェストミンスター宮殿

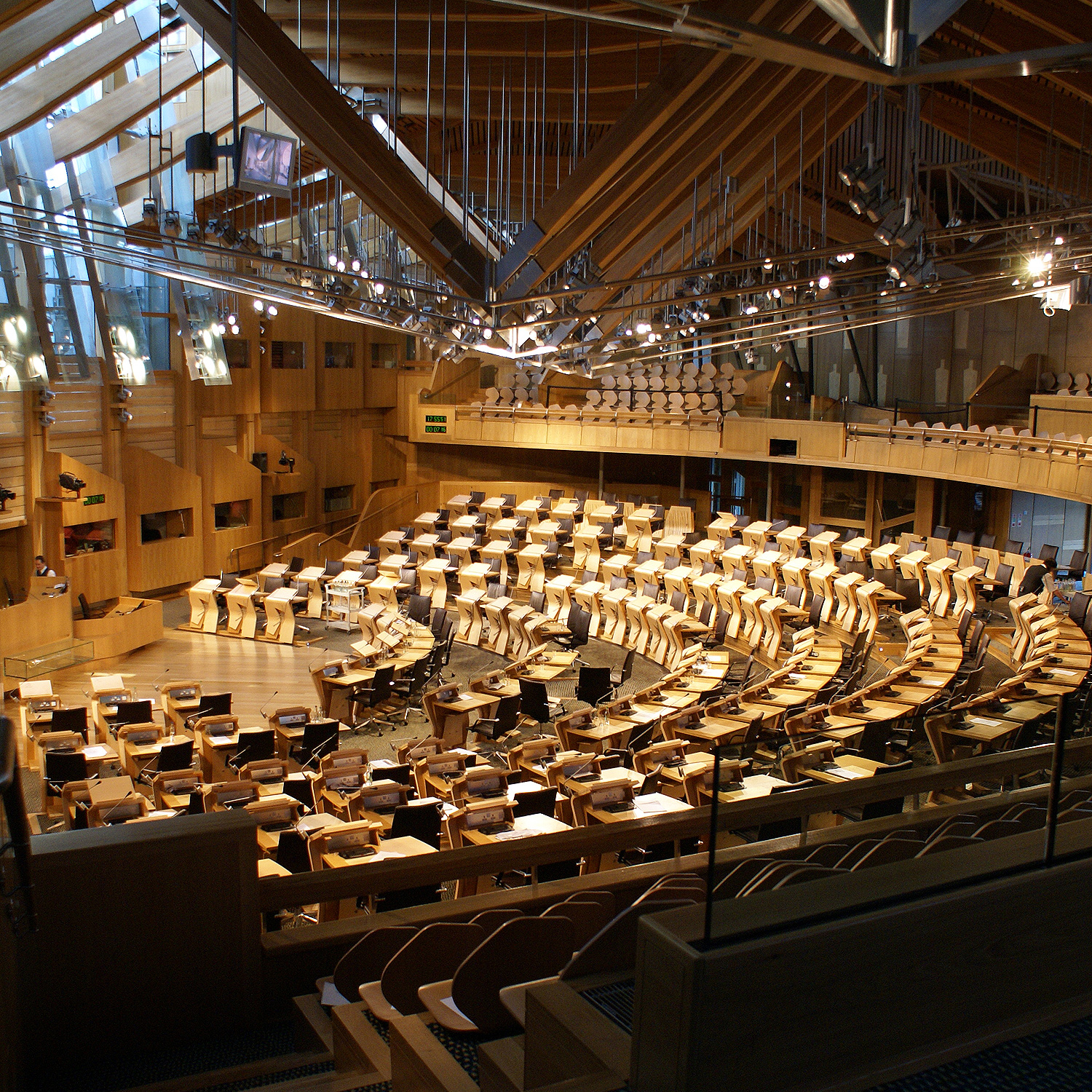
スコットランド議会議事堂

### 元首
| 歴代               | 肖像 | 名            | 英          | 誕生                   | 即位         | 在位期間 | 続柄                     |
| ------------------ | ---- | ------------- | ----------- | ---------------------- | ------------ | -------- | ------------------------ |
| ウィンザー朝 第5代 |      | チャールズ3世 | Charles III | 1948年11月14日（76歳） | 2022年9月8日 | 2年339日 | 女王エリザベス2世第1王子 |

即位以来約70年の長きにわたりエリザベス2世が在位していたが、2022年9月8日に96歳で崩御。同日、チャールズ3世がイギリス国王（君主）に即位した。

### 法
イギリスの憲法は一つに成典化されていない不文憲法であり、制定法（議会制定法だけでなくマグナ・カルタのような国王と貴族の契約も含む）や判例法、歴史的文書及び慣習法（憲法的習律と呼ばれる）などが憲法を構成している。これらは他の法律と同様に議会で修正可能なため、軟性憲法であると言える（ただし、伝統的に憲法を構成する法律については簡単に改正されることはない）。憲法を構成する慣習法の一つに「国王は君臨すれども統治せず」とあり、形式上は国王大権が残っているものの、国王や女王の権能は極めて儀礼的である。
このように、世界でも最も早い段階から立憲君主制と法の支配を採用し、また立法権優位の議会主義が発達しており、議院内閣制（ウェストミンスター・システム）や政党制（複数政党制）など、現代の多くの国家が採用している民主主義の諸制度が発祥した国である。

### 内政

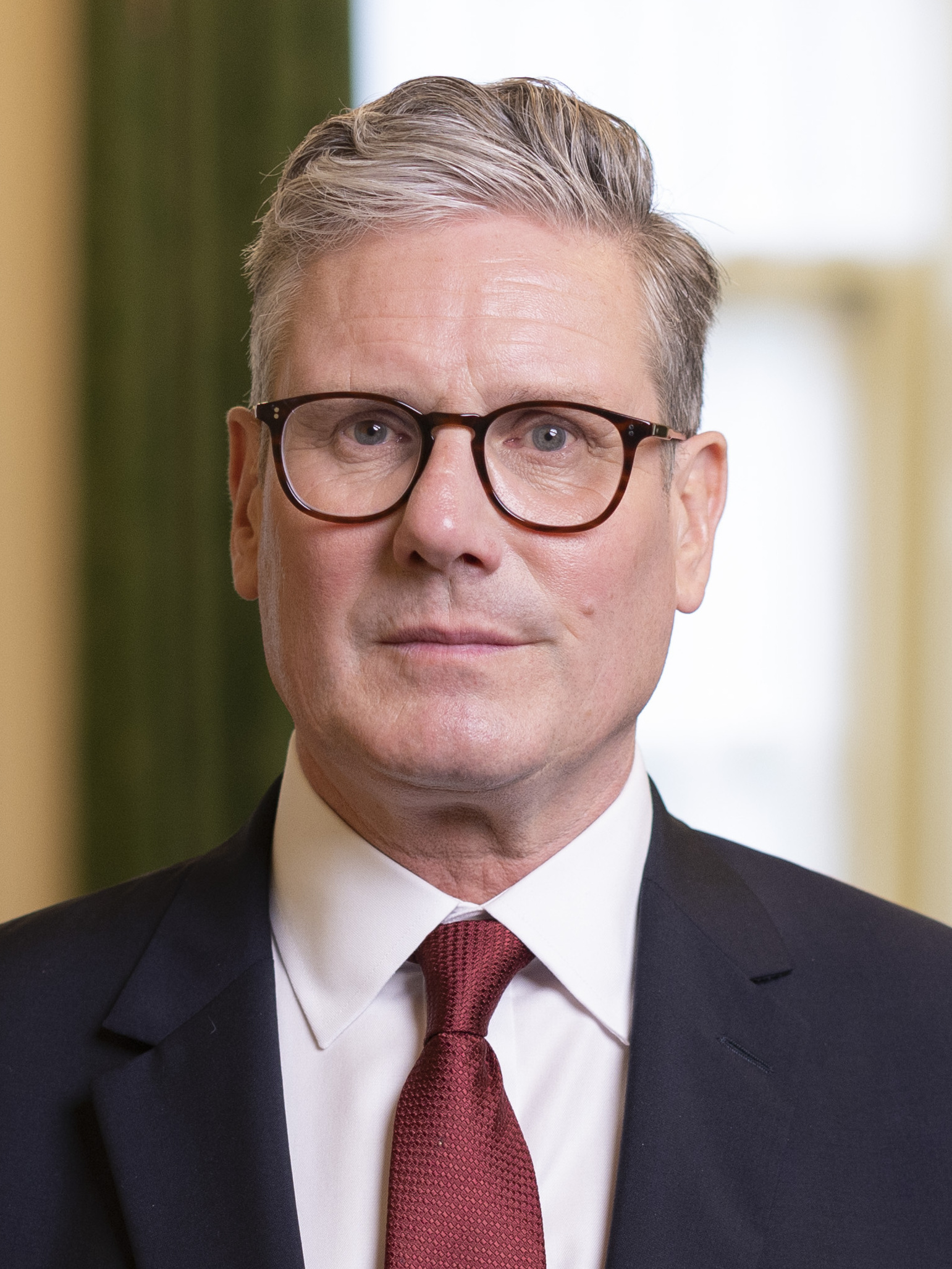
キア・スターマー首相

立法権は議会に、行政権は首相及び内閣に、司法権はイギリス最高裁判所及び以下の下級裁判所によって行使される。
イギリスの議会は、貴族院（上院）と庶民院（下院）の二院制である。1911年に制定された議会法（憲法の構成要素の一つ）により、「下院の優越」が定められている。議院内閣制に基づき、国王が下院第一党党首を行政の長である首相に任命し、閣僚は議会上下両院の議員から選出される。下院は単純小選挙区制による直接選挙（普通選挙）で選出されるが、上院は非公選であり任命制である。従来は右派の保守党と左派の労働党による二大政党制であったが、近年では第三勢力も拡大している。
イングランド以外のカントリーであるウェールズ、スコットランド、北アイルランドは各々異なる権限を委譲された政権を有しており、1996年に北アイルランド議会、1999年にはスコットランド議会とウェールズ議会が設置され、自治が開始した。スコットランドには主にスコットランド国民党によるスコットランド独立運動が存在し、北アイルランドには20世紀から続く北アイルランド問題も存在する。
2016年6月、欧州連合（EU）からの離脱を問う国民投票で賛成多数となり、1973年の旧欧州経済共同体（EEC）加盟以来の大陸との一体化が幕を閉じた（イギリスの欧州連合離脱）。
現在の首相は、第22代労働党党首キア・スターマー（第80代：2024年7月5日より在任）。

## 国際関係

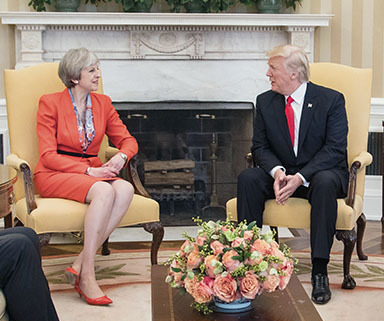
2017年1月27日、ドナルド・トランプ米大統領（右）とホワイトハウスで会談するテリーザ・メイ首相。

イギリスは19世紀から20世紀前半までの間、世界最高の大国であった。現在も列強であり続け、経済、文化、軍事、科学、政治で国際的な影響力を有する。
1946年の第1回国際連合安全保障理事会以来、イギリスは同理事会常任理事国であり、G7、G20、NATO、欧州評議会、OECD 、WTOの加盟国となっている。そして、アメリカ合衆国と歴史的に「特別な関係（Special relationship）」を持つ。アメリカ合衆国とヨーロッパ以外にも、1920年代までは日本と日英同盟を結んでいた同盟国であったため、大正時代以降の旧日本海軍や戦後の海上自衛隊はイギリス海軍の伝統に多大な影響を受けながら発展した。
イギリスと密接な同盟国は、連邦国と他の英語圏の国家を含む。イギリスの世界的な存在と影響は、各国との相補関係と軍事力を通して拡大されている。それは、世界中で約80の軍事基地の設置と軍の配備を維持していることにも現れている。

## 軍事

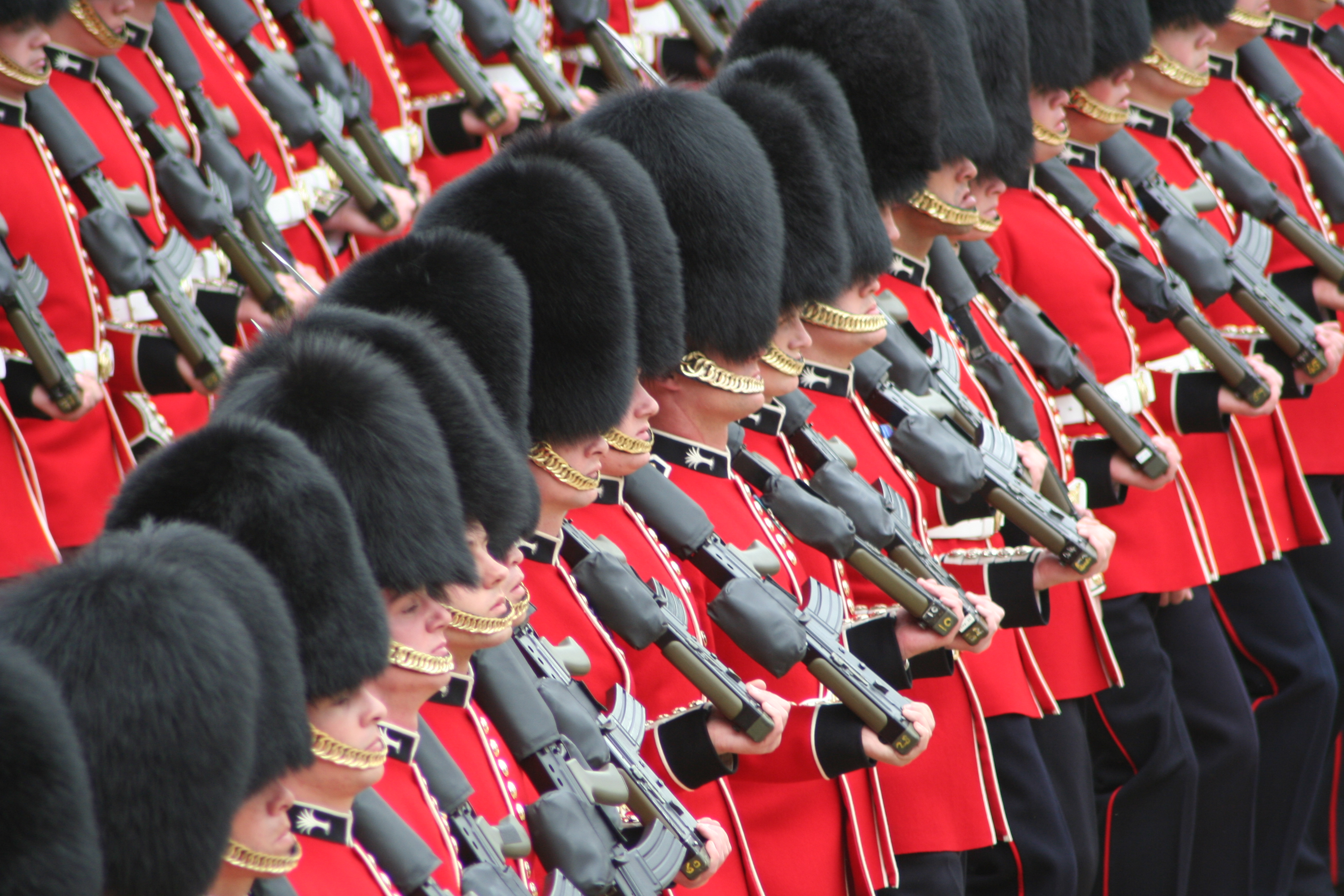
軍旗分列行進式における近衛兵

イギリスの軍隊は、1707年にグレートブリテン連合王国の軍隊としてイングランド軍とスコットランド軍の合併によって設立された。
名称は「イギリス軍 (British Armed Forces)」または「陛下の軍 (His/Her Majesty's Armed Forces)」として知られている。しかし、公式の場では「アームド・フォーシーズ・オブ・ザ・クラウン (Armed Forces of the Crown)」（慣例がないため未翻訳）と呼ばれる（クラウンは冠、王冠の意）。全軍の最高司令官はイギリスの君主であるが、それはあくまで名目上に過ぎず、国王大権は首相ないし内閣の助言に従い行使されるため、首相が事実上の指揮権を有している。軍の日常的な管理は国防省に設置されている国防評議会によって行われている。

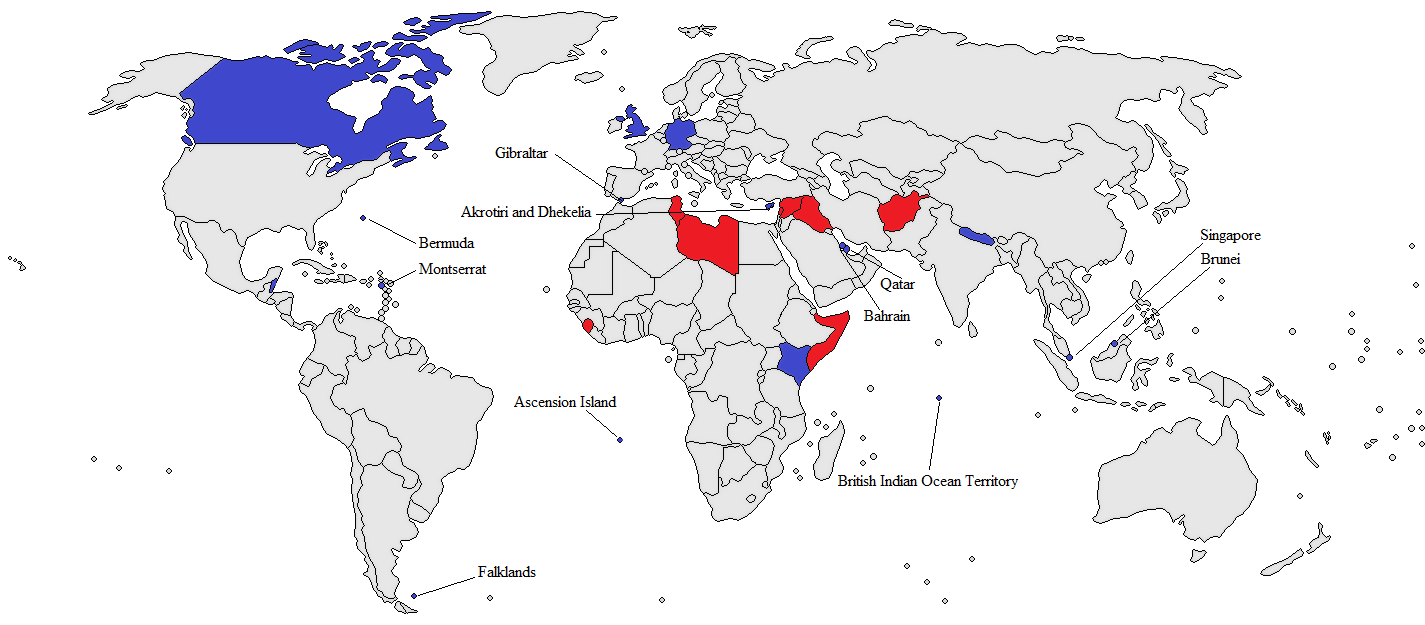
イギリス軍の駐留拠点
イギリス軍の基地がある国家
イギリス軍の施設がある国家

イギリスの軍隊は各国の軍隊に比べて広範囲にわたる活動を行い、世界的な戦力投射能力を有する軍事大国の1つに数えられ、2008年現在、軍事費はGDPの2.5%を占めている。イギリス軍はイギリス本国と海外の領土を防衛しつつ、世界的なイギリスの将来的国益を保護し、国際的な平和維持活動の支援を任ぜられている。
2005年の時点で陸軍は102,440名、空軍は49,210名、海軍（海兵隊を含む）は36,320名の兵員から構成されており、イギリス軍の190,000名が現役軍人として80か国以上の国に展開、配置されている。
イギリスは核兵器の保有を認められている5か国の1つであり、軍事費は世界第5位または第6位である。核弾頭搭載のトライデント II 潜水艦発射弾道ミサイル (SLBM) を運用している。イギリス海軍は、トライデントIIを搭載した原子力潜水艦4隻で核抑止力の任務に担っている。
イギリス軍の幅広い活動能力にもかかわらず、最近の国事的な国防政策でも協同作戦時に最も過酷な任務を引き受けることを想定している。イギリス軍が単独で戦った最後の戦争はフォークランド紛争で、全面的な戦闘が丸々3か月続いた。
現在はボスニア紛争、コソボ紛争、アフガニスタン侵攻、イラク戦争など、アメリカ軍やNATO諸国との連合作戦が慣例となっている。イギリス海軍の軽歩兵部隊であるイギリス海兵隊は、水陸両用作戦の任務が基本であるが、イギリス政府の外交政策を支援するため、軽歩兵部隊の特性を生かして海外へ即座に展開できる機動力を持つ。

### アメリカ軍の駐留と問題

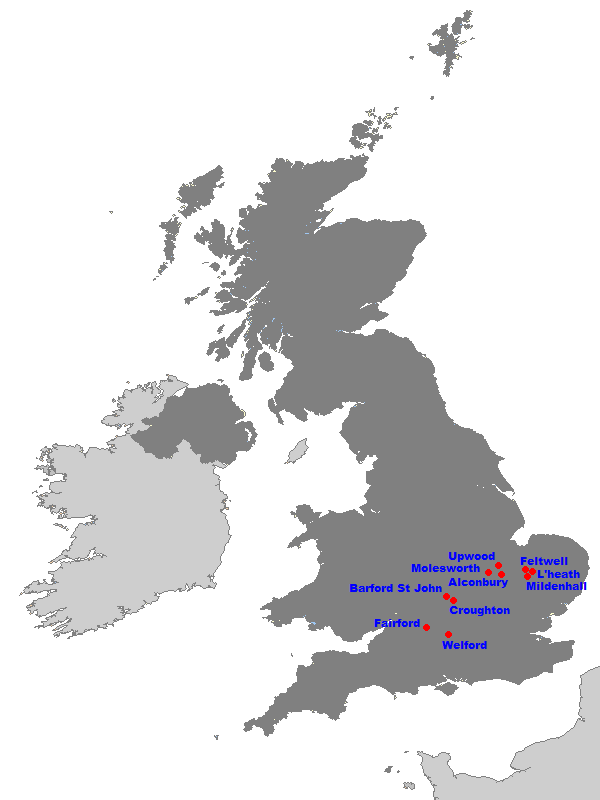
在英アメリカ空軍の基地

イギリス国内には多数の米軍基地と約1万人のアメリカ欧州軍人が駐留している。イギリス国内に国外の軍が駐留しているのは日本同様、アメリカ軍のみである。イングランドに米軍基地が集中しており、レイクンヒース空軍基地といったアメリカ軍のみ使用の基地も存在している。
1990年代はイギリス国内に約100以上のアメリカ軍の拠点があり、冷戦後は減少した。基地内はイギリス国防省によって管理されているが、アメリカ軍基地内の情報などは、アメリカ政府のみに伝えられている。イギリスの主権が大きく失われているという批判がある。

### 情報機関
イギリスは古くより諜報および情報戦を重視しており、英国政府は、機密情報を扱う複数の諜報機関を現今まで維持している。代表的なものとして英国安全保障会議と呼ばれる内閣委員会運営下にある機関が存在している。
また、統合情報機関は英国最大の諜報機関であり、合同情報委員会（JIC）は政府機関間の審議機関として機能しており、秘密情報部、保安局、政府通信本部、国防情報参謀部などの各部署における諜報活動の評価や調整ならび監督を担当している。

## 地理

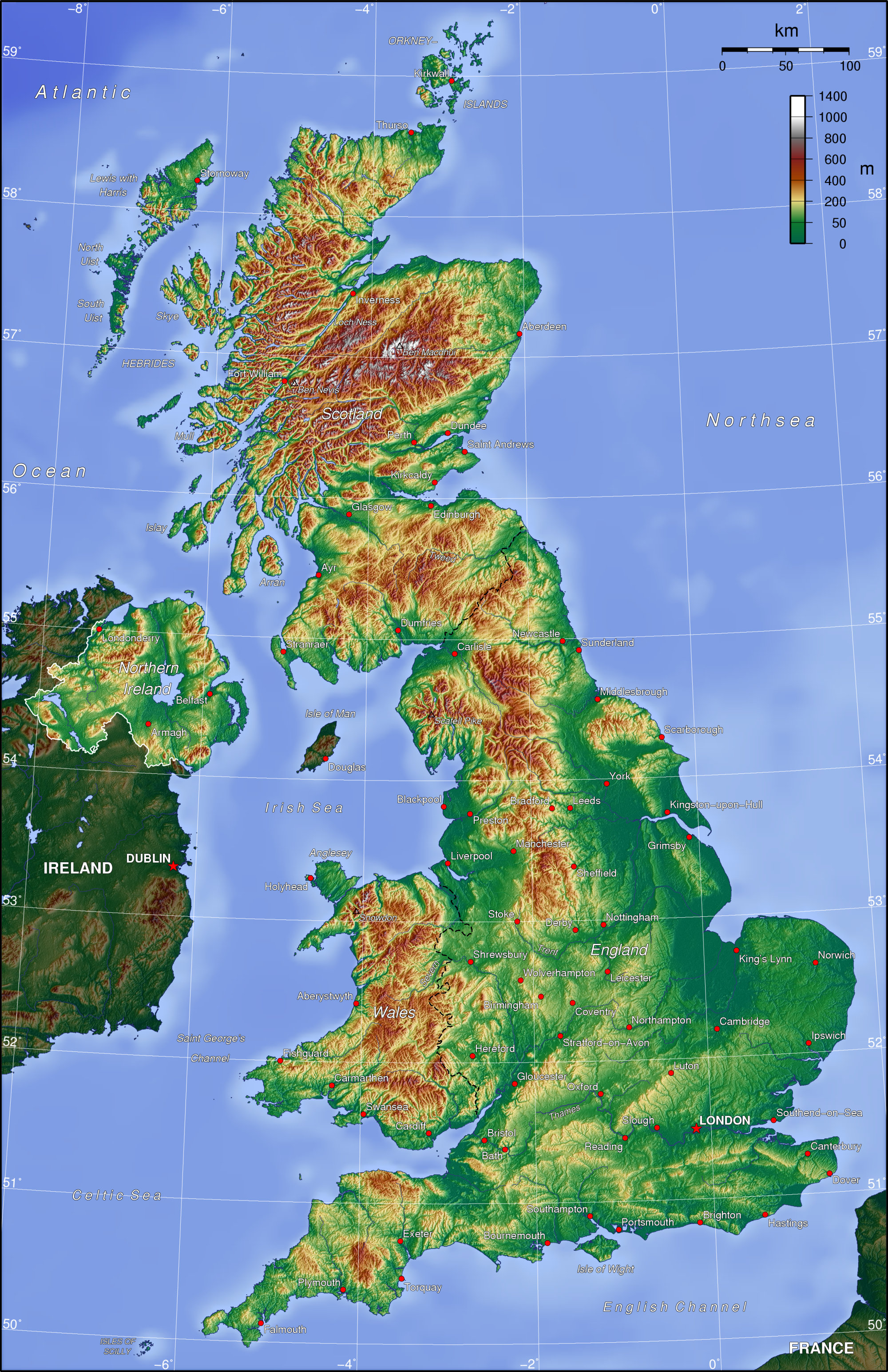
イギリスの地形図

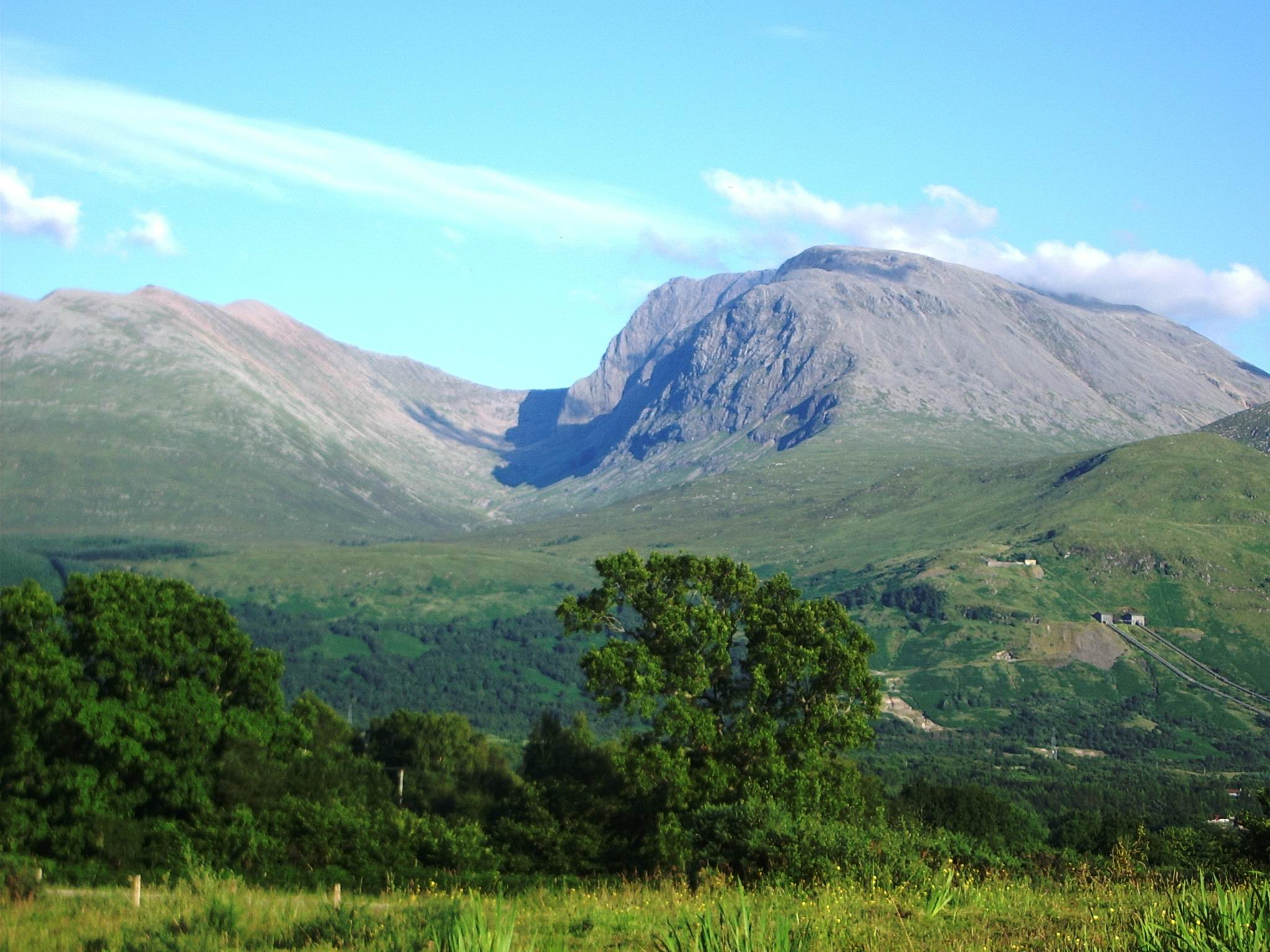
ブリテン諸島最高峰のベン・ネビス山

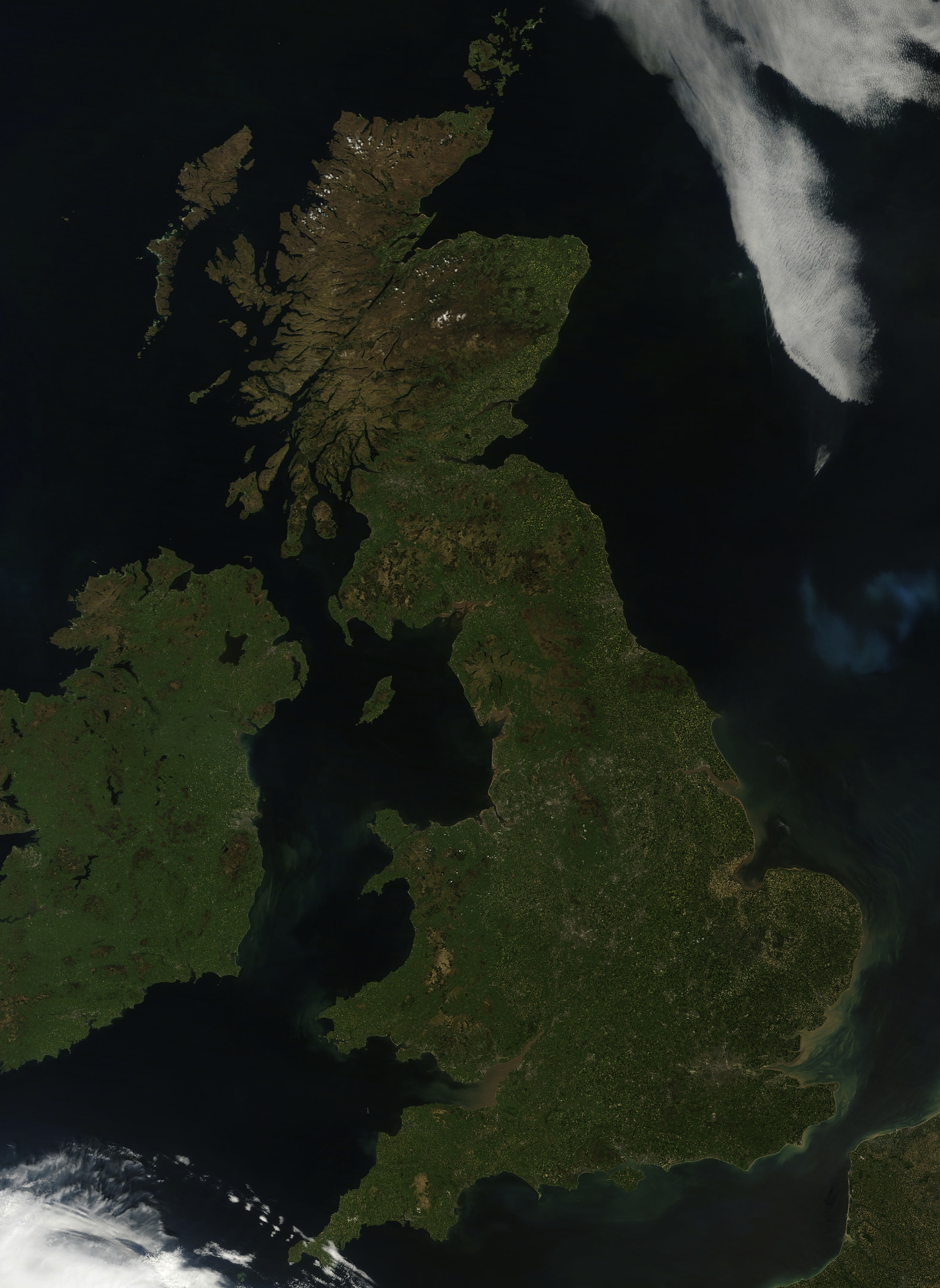
アメリカ航空宇宙局 (NASA) の衛星が撮影したイギリス

イギリスはグレートブリテン島のイングランド、ウェールズ、スコットランド、およびアイルランド島北東部の北アイルランドで構成されている。この2つの大きな島と、その周囲大小の島々をブリテン諸島と呼ぶ。グレートブリテン島は中部から南部を占めるイングランド、北部のスコットランド、西部のウェールズに大別される。アイルランド島から北アイルランドを除いた地域はアイルランド共和国がある。
北アイルランドとアイルランド共和国の国境の他に、イギリスは大西洋に囲まれ、東に北海、南にイギリス海峡がある。アイリッシュ海は、グレートブリテン島とアイルランド島の間に位置する。イギリスの総面積は243,610 km2であり、世界第78位及びヨーロッパ第11位。
イングランドの大部分は岩の多い低地からなり、北西の山がちな地域（湖水地方のカンブリア山脈）、北部（ペニンネスの湿地帯、ピーク・ディストリクトの石灰岩丘陵地帯、デールと呼ばれる渓谷、パーベック島、リンカンシャーの石灰岩質の丘陵地帯）から南イングランドの泥炭質のノース・ダウンズ、サウス・ダウンズ、チルターンにいたる。イングランドを流れる主な河川は、テムズ川、セヴァーン川、トレント川、グレートウーズ川である。主な都市はロンドン、バーミンガム、ヨーク、ニューカッスル・アポン・タインなど。イングランド南部のドーヴァーには、英仏海峡トンネルがあり、対岸のフランスと連絡する。イングランドには標高 1000m を超える地点はない。
ウェールズは山がちで、最高峰は標高 1,085m のスノードン山である。本土の北にアングルシー島がある。ウェールズの首都また最大の都市はカーディフで、南ウェールズに位置する。
スコットランドは地理的に多様で、南部および東部は比較的標高が低く、ベン・ネビス山がある北部および西部は標高が高い。ベン・ネビス山はイギリスの最高地点で標高 1343 m である。スコットランドには数多くの半島、湾、ロッホと呼ばれる湖があり、グレート・ブリテン島最大の淡水湖であるロッホ・ネスもスコットランドに位置する。西部また北部の海域には、ヘブリディーズ諸島、オークニー諸島、シェトランド諸島を含む大小さまざまな島が分布する。スコットランドの主要都市は首都エディンバラ、グラスゴー、アバディーンである。
北アイルランドは、アイルランド島の北東部を占め、ほとんどは丘陵地である。中央部は平野で、ほぼ中央に位置するネイ湖はイギリス諸島最大の湖である。主要都市はベルファストとデリー。
現在イギリスは大小あわせて1098ほどの島々からなる。ほとんどは自然の島だが、いくつかはクランノグといわれる、過去の時代に石と木を骨組みに作られ、しだいに廃棄物で大きくなっていった人工の島がある。
イギリスの大半はなだらかな丘陵地及び平原で占められており、国土のおよそ90%が可住地となっている。そのため、国土面積自体は日本のおよそ3分の2（本州と四国を併せた程度）であるが、可住地面積は逆に日本の倍近くに及んでいる。イギリスは森林も少なく、日本が国土の3分の2が森林で覆われているのに対し、イギリスの森林率は11%ほどである。
その他、紛争中のフォークランド諸島、ジブラルタル、インド洋地域を含む14の海外領土を有する。ガーンジー、ジャージー、マン島はイギリスの一部ではなく、イギリスの君主をともに君主とし、イギリス政府が防衛及び国際的表示に対して責任を負う王室属領である。

### 気候
イギリスの気候は2つの要因によって基調が定まっている。まず、メキシコ湾流に由来する暖流の北大西洋海流の影響下にあるため、北緯50度から60度という高緯度にもかかわらず温暖であること、次に中緯度の偏西風の影響を強く受けることである。以上から西岸海洋性気候 (Cfb) が卓越する。大陸性気候はまったく見られず、気温の年較差は小さい。
メキシコ湾流の影響は冬季に強く現れる。特に西部において気温の低下が抑制され、気温が西岸からの距離に依存するようになる。夏季においては緯度と気温の関連が強くなり、比較的東部が高温になる。水の蒸散量が多い夏季に東部が高温になることから、年間を通じて東部が比較的乾燥し、西部が湿潤となる。
降水量の傾向もメキシコ湾流の影響を受けている。東部においては、降水量は一年を通じて平均しており、かつ、一日当たりの降水量が少ない。冬季、特に風速が観測できない日には霧が発生しやすい。この傾向が強く当てはまる都市としてロンドンが挙げられる。西部においては降水量が2500mmを超えることがある。
首都ロンドンの年平均気温は12.8度、1月の平均気温は6.7度、7月の平均気温は19.5度、年平均降水量は750.6mmとなっている。

## 地方行政区分
連合王国の地方行政制度は次の各地方によって異なっている。
- イングランド
- スコットランド
- ウェールズ
- 北アイルランド（アルスター・バナーは1973年に公式な立場を失い、北アイルランドの公式旗はユニオンジャックのみとなっている。）

このほか、連合王国には含まれないものの、連合王国がその国際関係について責任を負う地域として、海外領土および王室属領が存在する。

### 主要都市
イギリスは四つの非独立国であるイングランド、スコットランド、ウェールズ、北アイルランドより構成される。それぞれの国は首都を持ち、ロンドン（イングランド）、エディンバラ（スコットランド）、カーディフ（ウェールズ）、ベルファスト（北アイルランド）がそれである。中でもイングランドの首都であるロンドンは、イギリス連合王国の首都としての機能も置かれている。
イングランドの首都ロンドンは、ヨーロッパ第2の規模の都市的地域及びユーロスタットによれば欧州連合最大の約1,400万人の人口を有する都市圏であり、重要な世界都市及び金融センターである。
ウェールズ、スコットランド、北アイルランドの首都は各々カーディフ、エディンバラ、ベルファストである。

人口分布（2011年）

| イギリスの主要都市 | イギリスの主要都市           | イギリスの主要都市 | イギリスの主要都市 | イギリスの主要都市                      |
| #                  | 都市名                       | 行政区画           | 人口               | ロンドン バーミンガム リーズ グラスゴー |
| ------------------ | ---------------------------- | ------------------ | ------------------ | --------------------------------------- |
| 1                  | ロンドン                     | イングランド       | 8,908,081          | ロンドン バーミンガム リーズ グラスゴー |
| 2                  | バーミンガム                 | イングランド       | 1,141,374          | ロンドン バーミンガム リーズ グラスゴー |
| 3                  | リーズ                       | イングランド       | 789,194            | ロンドン バーミンガム リーズ グラスゴー |
| 4                  | グラスゴー                   | スコットランド     | 626,410            | ロンドン バーミンガム リーズ グラスゴー |
| 5                  | シェフィールド               | イングランド       | 582,506            | ロンドン バーミンガム リーズ グラスゴー |
| 6                  | マンチェスター               | イングランド       | 547,627            | ロンドン バーミンガム リーズ グラスゴー |
| 7                  | ブラッドフォード             | イングランド       | 537,173            | ロンドン バーミンガム リーズ グラスゴー |
| 8                  | リヴァプール                 | イングランド       | 494,814            | ロンドン バーミンガム リーズ グラスゴー |
| 9                  | エディンバラ                 | スコットランド     | 488,050            | ロンドン バーミンガム リーズ グラスゴー |
| 10                 | ブリストル                   | イングランド       | 463,400            | ロンドン バーミンガム リーズ グラスゴー |
| 11                 | コヴェントリー               | イングランド       | 366,785            | ロンドン バーミンガム リーズ グラスゴー |
| 12                 | カーディフ                   | ウェールズ         | 362,800            | ロンドン バーミンガム リーズ グラスゴー |
| 13                 | ベルファスト                 | 北アイルランド     | 340,200            | ロンドン バーミンガム リーズ グラスゴー |
| 14                 | レスター                     | イングランド       | 329,839            | ロンドン バーミンガム リーズ グラスゴー |
| 15                 | ノッティンガム               | イングランド       | 321,500            | ロンドン バーミンガム リーズ グラスゴー |
| 16                 | ニューカッスル･アポン･タイン | イングランド       | 300,196            | ロンドン バーミンガム リーズ グラスゴー |
| 17                 | プリマス                     | イングランド       | 263,100            | ロンドン バーミンガム リーズ グラスゴー |
| 18                 | ウルヴァーハンプトン         | イングランド       | 262,008            | ロンドン バーミンガム リーズ グラスゴー |
| 19                 | キングストン･アポン･ハル     | イングランド       | 260,645            | ロンドン バーミンガム リーズ グラスゴー |
| 20                 | ストーク･オン･トレント       | イングランド       | 255,833            | ロンドン バーミンガム リーズ グラスゴー |

4位以下の都市人口が僅差であり順位が変わりやすい。2006年以降はロンドン、バーミンガム、リーズ、グラスゴー、シェフィールドの順となっている。

## 経済
IMFによると、2015年のイギリスのGDPは2兆8584億ドルであり、世界5位、欧州ではドイツに次ぐ2位である。同年の一人当たりのGDPは4万3902ドルである。人間開発指数は世界第14位で「非常に高い」に分類される。

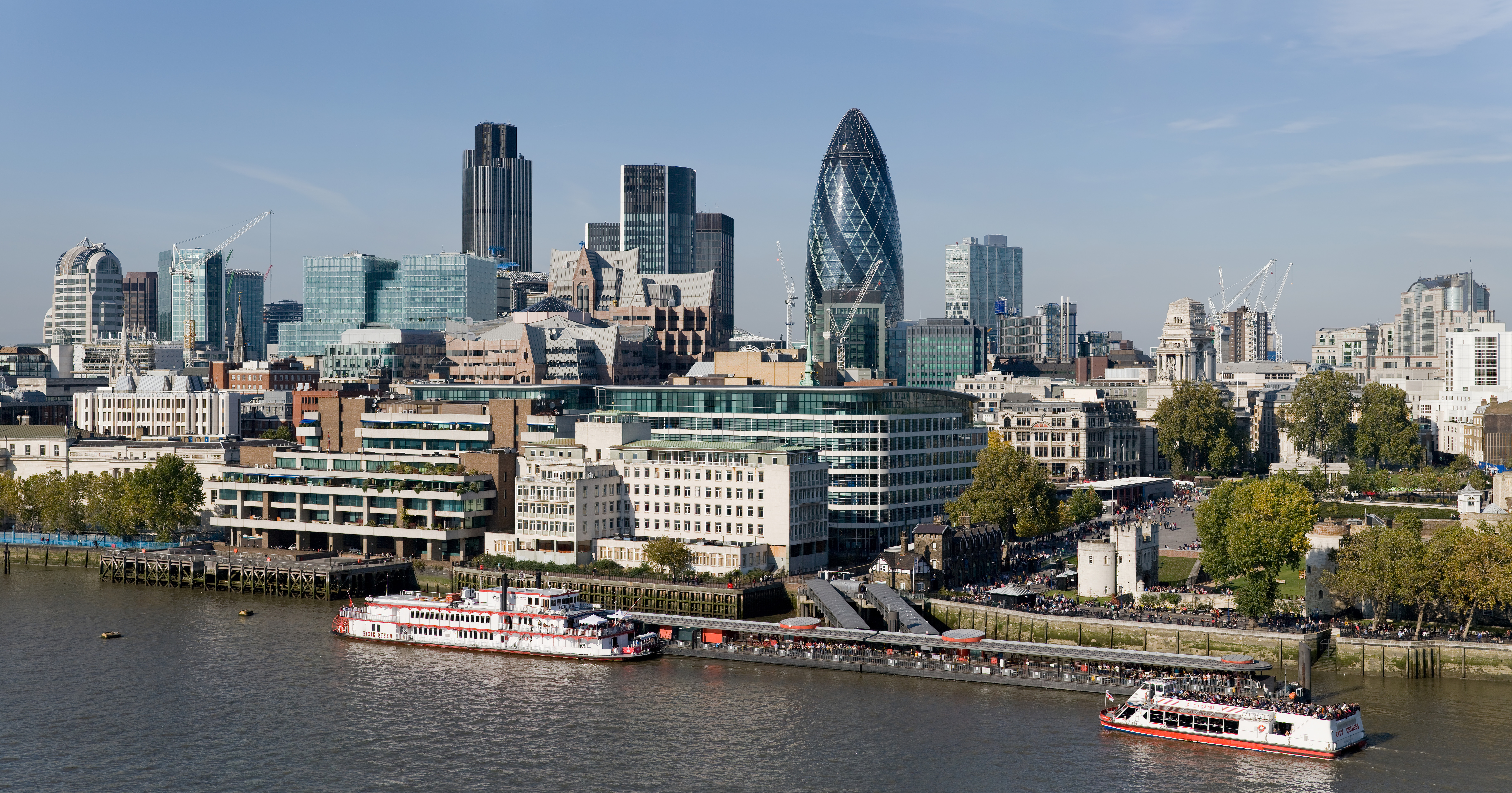
ロンドンは2016年に発表された「世界の都市総合力ランキング」において、世界1位と評価された

首都ロンドンは2016年時点でニューヨークを上回る世界一の金融センターと評価されている。ロンドンのシティには、世界屈指の証券取引所であるロンドン証券取引所がある。イギリスの外国為替市場の1日平均取引額はアメリカを上回り、世界最大である。富裕層人口も非常に多く、金融資産100万ドル以上を持つ富裕世帯は約41万世帯と推計されており、アメリカ、日本、中国に次ぐ第4位である。また、金融資産1億ドル以上を持つ超富裕世帯は1,125世帯と推計されており、アメリカに次ぐ第2位である。
18世紀の産業革命以降、近代において世界経済をリードする工業国で、造船や航空機製造などの重工業から金融業やエンターテイメント産業に至るまで、様々な産業が盛んである。歴史的に造船業は特筆に値し、三段膨張機関が登場してから第一次世界大戦勃発までは世界の船の三分の二を生産した。
しかしながら、19世紀後半からはアメリカ合衆国、ドイツ帝国の工業化により世界的優位は失われた。イギリスを含む世界金融資本がイギリス製造業への投資より、ドイツ・アメリカおよび植民地への投資を選好したためである。イギリス製造業はしだいにドイツ・フランスやアメリカ合衆国に立ち後れるようになってゆく。20世紀に入るころより国力は衰え始め、二度の世界大戦はイギリス経済に大きな負担を与えた。各地の植民地をほとんど独立させた1960年代後半には経済力はいっそう衰退した。
戦後の経済政策の基調は市場と国営セクター双方を活用する混合経済体制となり、左派の労働党は「ゆりかごから墓場まで」と呼ばれる公共福祉の改善に力を入れ、保守党も基本的にこれに近い政策を踏襲、1960年代には世界有数の福祉国家になった。しかし、オイルショックを契機とした不況になんら実用的な手立てを打たなかったために、継続的な不況に陥り、企業の倒産やストが相次いだ。20世紀初頭から沈滞を続けたイギリス経済は深刻に行き詰まり、「英国病」とまで呼ばれた。
1979年に登場したサッチャー政権下で国営企業の民営化や各種規制の緩和が進められ、1980年代後半には海外からの直接投資や証券投資が拡大した。この過程で製造業や鉱業部門の労働者が大量解雇され、深刻な失業問題が発生。基幹産業の一つである自動車産業の殆どが外国企業の傘下に下ったが、外国からの投資の拡大を、しだいに自国の産業の活性化や雇用の増大に繋げて行き、その後の経済復調のきっかけにして行った（ウィンブルドン現象）。
その後、1997年に登場したブレア政権における経済政策の成功などにより、経済は復調し、アメリカや他のヨーロッパの国に先駆けて好景気を享受するようになったが、その反面でロンドンを除く地方は経済発展から取り残され、貧富の差の拡大や不動産価格の上昇などの問題が噴出してきている。
さらに、2008年にはアメリカ合衆国のサブプライムローン問題の影響をまともに受けて金融不安が増大した上に、資源、食料の高騰の直撃を受け、アリスター・ダーリング財務大臣が「過去60年間で恐らく最悪の下降局面に直面している」と非常に悲観的な見通しを明らかにしている。2012年02月時点で失業率は8%を超えるまでに悪化、その後は回復の兆しを見せるも、2023年にはG7加盟国で唯一マイナス成長の見通しとなった。

### 鉱業

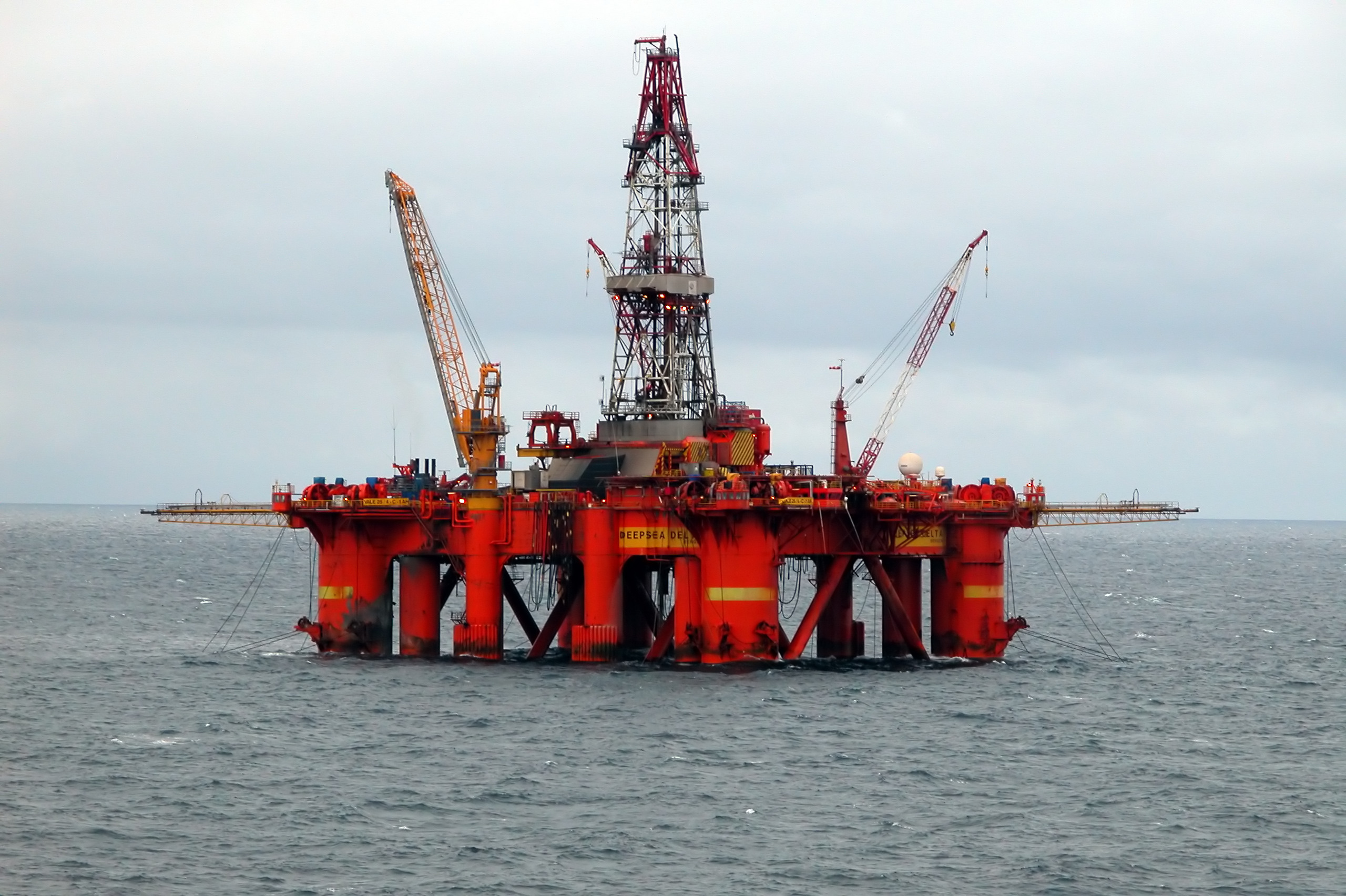
北海油田

イギリスの鉱業は産業革命を支えた石炭が著名である。300年以上にわたる採炭の歴史があり、石炭産業の歴史がどの国よりも長い。2002年時点においても3193万トンを採掘しているものの、ほぼ同量の石炭を輸入している。北海油田からの原油採掘量は1億1000万トンに及び、これは世界シェアの3.2%に達する。最も重要なエネルギー資源は天然ガスであり、世界シェアの4.3%（第4位）を占める。有機鉱物以外では、世界第8位となるカリ塩 (KCl) 、同10位となる塩 (NaCl) がある。金属鉱物には恵まれていない。最大の鉛鉱でも1000トンである。

### 農業
最も早く工業化された国であり、現在でも高度に工業化されている。農業の重要性は低下し続けており、GDPに占める農業の割合は2%を下回った。しかしながら、世界シェア10位以内に位置する農産物が8品目ある。穀物ではオオムギ（586万トン、世界シェア10位、以下2004年時点）、工芸作物では亜麻（2万6000トン、5位）、テンサイ（790万トン、9位）、ナタネ（173万トン、5位）、ホップ（2600トン、6位）である。家畜、畜産品では、ヒツジ（3550万頭、7位）、羊毛（6万5000トン、5位）、牛乳（1480万トン、9位）が主力。

### 貿易
イギリスは産業革命成立後、自由貿易によって多大な利益を享受してきた。ただし、21世紀初頭においては貿易の比重は低下している。2004年時点の貿易依存度、すなわち国内総生産に対する輸出入額の割合は、ヨーロッパ諸国内で比較するとイタリアと並んでもっとも低い。すなわち、輸出16.1%、輸入21.3%である。
国際連合の2003年国際機関の貿易統計（International Trade Statistics Yearbook 2003）によると、品目別では輸出、輸入とも工業製品が8割弱を占める。輸出では電気機械（15.2%、2003年）、機械類、自動車、医薬品、原油、輸入では電気機械 (16.3%)、自動車、機械類、衣類、医薬品の順になっている。
貿易相手国の地域構成は輸出、輸入ともヨーロッパ最大の工業国ドイツと似ている。輸出入とも対EUの比率が5割強。輸出においてはEUが53.4%（2003年）、次いでアメリカ合衆国15.0%、アジア12.1%、輸入においてはEU52.3%、アジア15.1%、アメリカ合衆国9.9%である。
国別では、主な輸出相手国はアメリカ合衆国（15.0%、2003年）、ドイツ (10.4%)、フランス (9.4%)、オランダ (5.8%)、アイルランド (6.5%)。輸入相手国はドイツ (13.5%)、アメリカ合衆国 (9.9%)、フランス (8.3%)、オランダ (6.4%)、中華人民共和国 (5.1%) である。

### 不動産
イギリスの不動産は人口の約1%の約25,000人の貴族や大企業などがイングランドの土地の48%を保有しており、未申告は貴族が家族間で秘密裏に管理していた土地と考えられている。
| 法人企業                 | 18  |  |
| 銀行の経営者・寡頭政治家 | 17  |  |
| 公的機関                 | 8.5 |  |
| 住宅保有者               | 5   |  |
| 慈悲団体                 | 2   |  |
| 王室                     | 1,4 |  |
| イングランド教会         | 0.5 |  |
| 未申告                   | 17  |  |

### エネルギー政策
イギリスの原子力発電に対する中華人民共和国の投資と技術協力を積極的に推進することで、エネルギー政策と経済力の強化に取り組んでいる。2016年には、中国からの投資による原子炉の建造を承認した。

### 通貨
スターリング・ポンド (GBP) が使用されている。補助単位はペニーで、1971年より1ポンドは100ペンスである。かつてポンドはUSドルが世界的に決済通貨として使われるようになる以前、イギリス帝国の経済力を背景に国際的な決済通貨として使用された。イギリスの欧州連合加盟に伴い、ヨーロッパ共通通貨であるユーロにイギリスが参加するか否かが焦点となったが、イギリス国内に反対が多く、通貨統合は見送られた。イングランド銀行が連合王国の中央銀行であるが、スコットランドと北アイルランドでは地元の商業銀行も独自の紙幣を発行している。イングランド銀行の紙幣にはエリザベス女王が刷られており（2022年10月以降はチャールズ新国王の紙幣が発行される予定）、連合王国内で共通に通用する。スコットランド紙幣、北アイルランド紙幣ともに連合王国内で通用するが、受け取りを拒否されることもある。
2016年06月24日、欧州連合（EU）の脱退が、国民投票によって正式に決定した。

## 交通

### 道路
自動車、自転車は左側通行である。インド・オーストラリア・香港・シンガポールなど、旧イギリス植民地の多くが左側通行を採用している。
イギリスではグレートブリテン・ロードナンバリング・スキームと呼ばれる路線番号を付けるルールがある。イギリスの高速道路（Mロード）のほか、重要度で幹線道路のAロード、幹線道路未満で細道以上であるコレクターロードのBロード、その他C、D、Uのアルファベットが番号の前に付けられる。

### 鉄道

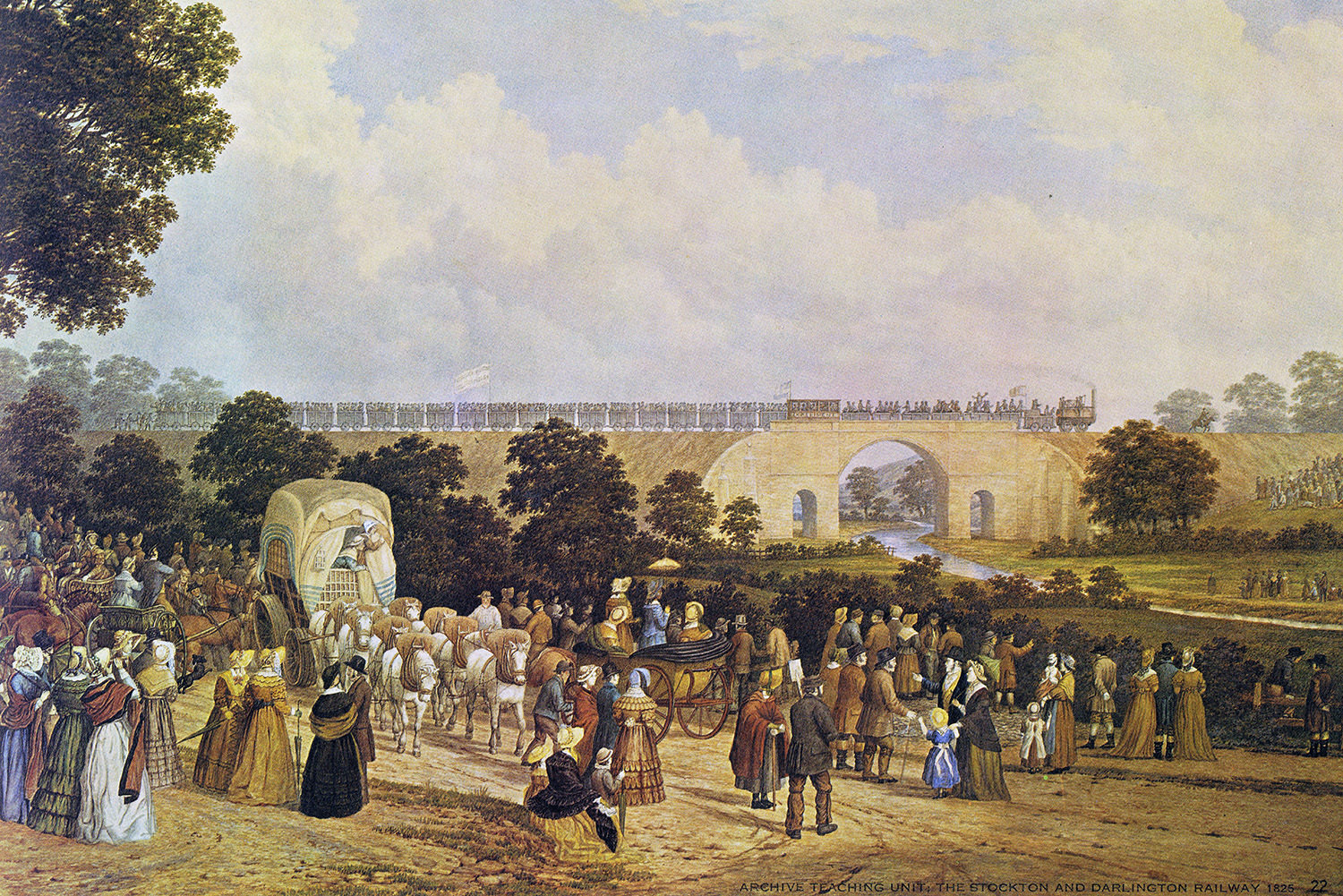
世界最初の鉄道である、ダラム州のストックトン・アンド・ダーリントン鉄道の開業、1825年

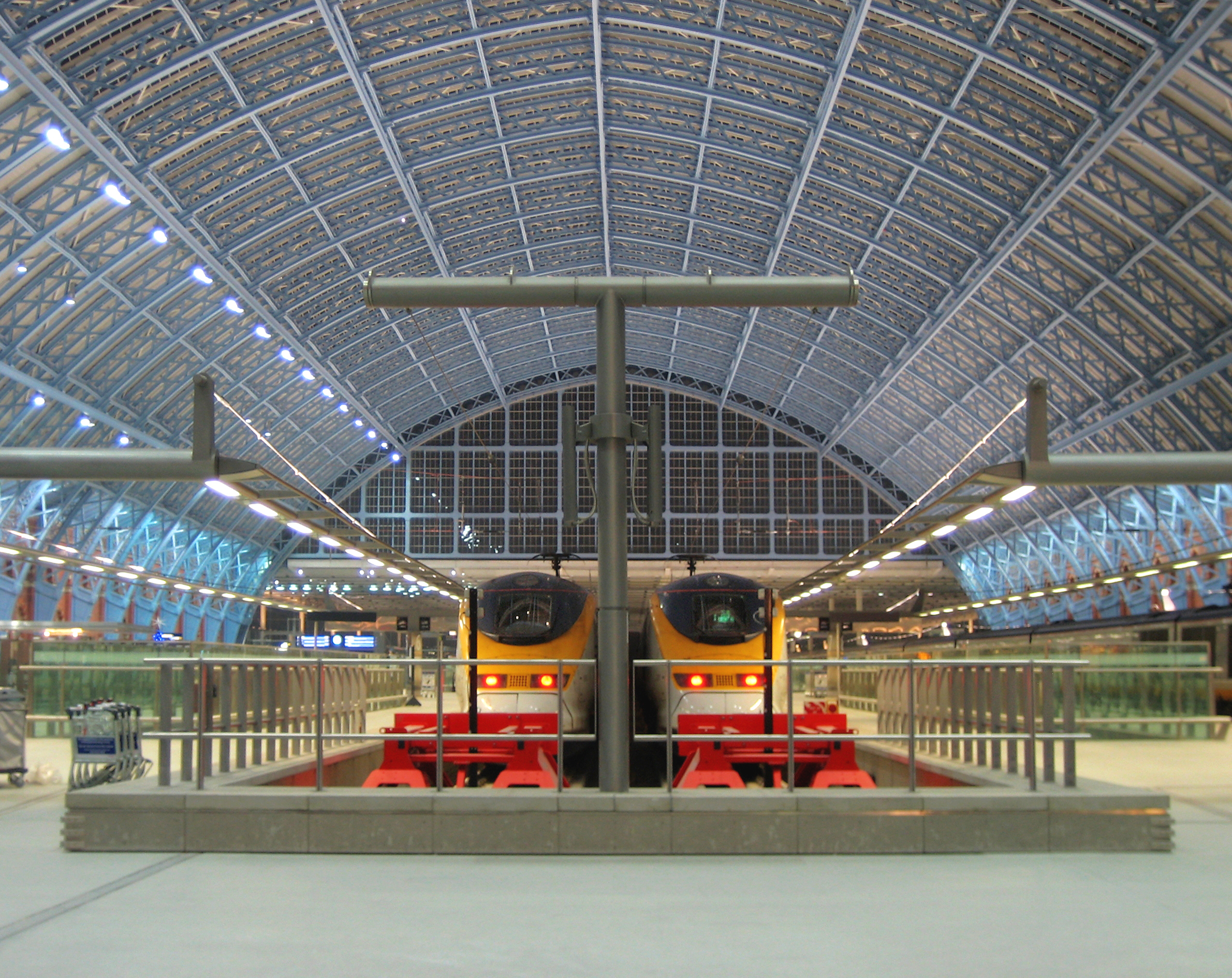
国際列車ユーロスターの発着駅であるセント・パンクラス駅

1825年開業のダラム州のストックトン&ダーリントン鉄道に始まり、近代鉄道の発祥の地であり国内には鉄道網が張り巡らされている。ロンドンなどの都市には14路線ある地下鉄（チューブトレイン）網が整備されている。しかし1960年代以降は設備の老朽化のために事故が多発し、さらに運行の遅延が常習化するなど問題が多発している。
小規模の民間地方鉄道の運営する地方路線の集まりとして誕生したイギリスの鉄道は、19世紀から20世紀前期にかけて、競合他社の買収などを通じて比較的大規模な少数の会社が残った。1921年にはついにロンドン・ミッドランド・アンド・スコティッシュ鉄道、ロンドン・アンド・ノース・イースタン鉄道、グレート・ウェスタン鉄道、サザン鉄道の4大鉄道会社にまとまり、これらは1948年に国有化されてイギリス国鉄 (BR) となった。しかし1994～97年にBRは、旅客輸送・貨物輸送と、線路や駅などの施設を一括管理する部門に分割されて民営化された。
1994年開業したイギリス、フランス両国所有の英仏海峡トンネルは、イングランドのフォークストンからフランスのカレーまで、イギリス海峡の海底130mを長さ50.5kmで走る3本の並行したトンネルからなる。1本は貨物専用で、残り2本は乗客・車・貨物の輸送に使われる。このトンネルを使ってセント・パンクラス駅からはヨーロッパ大陸との間を結ぶユーロスターが運行され、パリやブリュッセル、リールなどのヨーロッパ内の主要都市との間を結んでいる。

### 海運
周囲を海に囲まれている上、世界中に植民地を持っていたことから古くからの海運立国であり、P&Oやキュナード・ラインなど多くの海運会社がある。また、歴史上有名な「タイタニック号」や「クイーン・エリザベス2」、「クイーン・メリー2」などの著名な客船を運航している。

### 航空

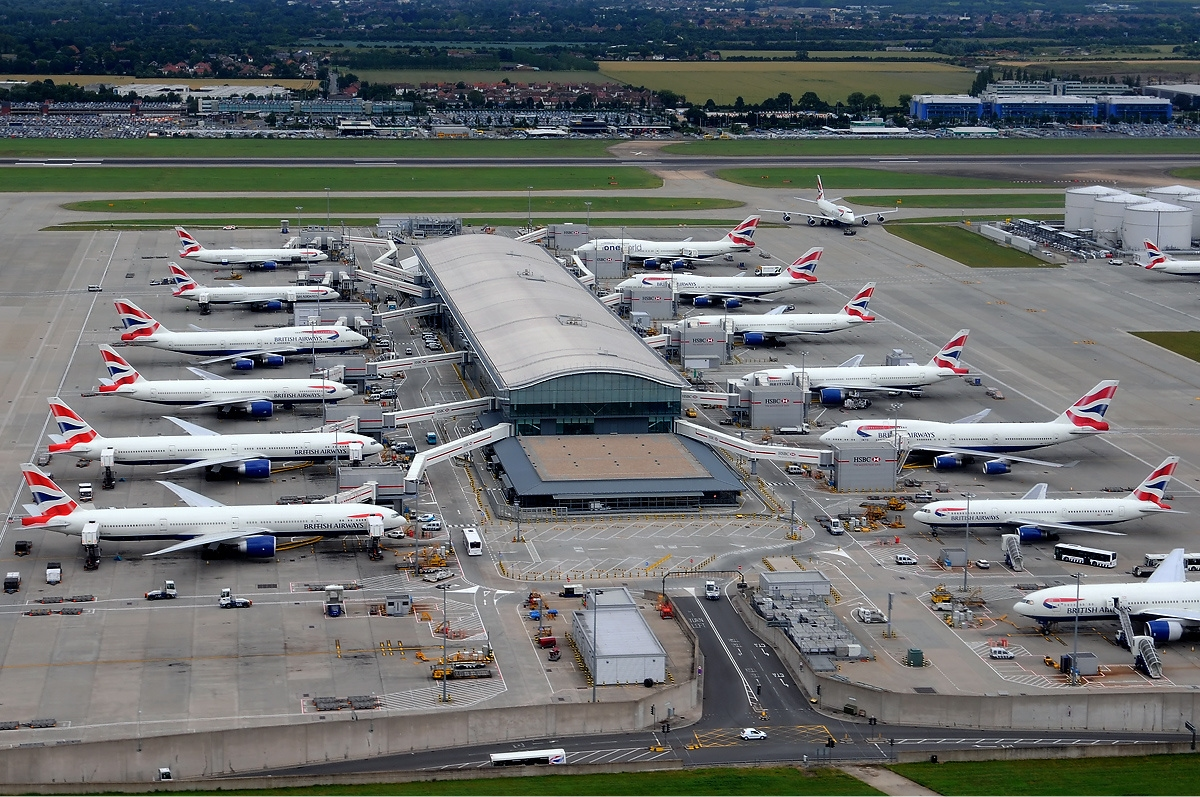
London Heathrow Terminal 5. ロンドン・ヒースロー空港は国際線利用客数では世界随一である。

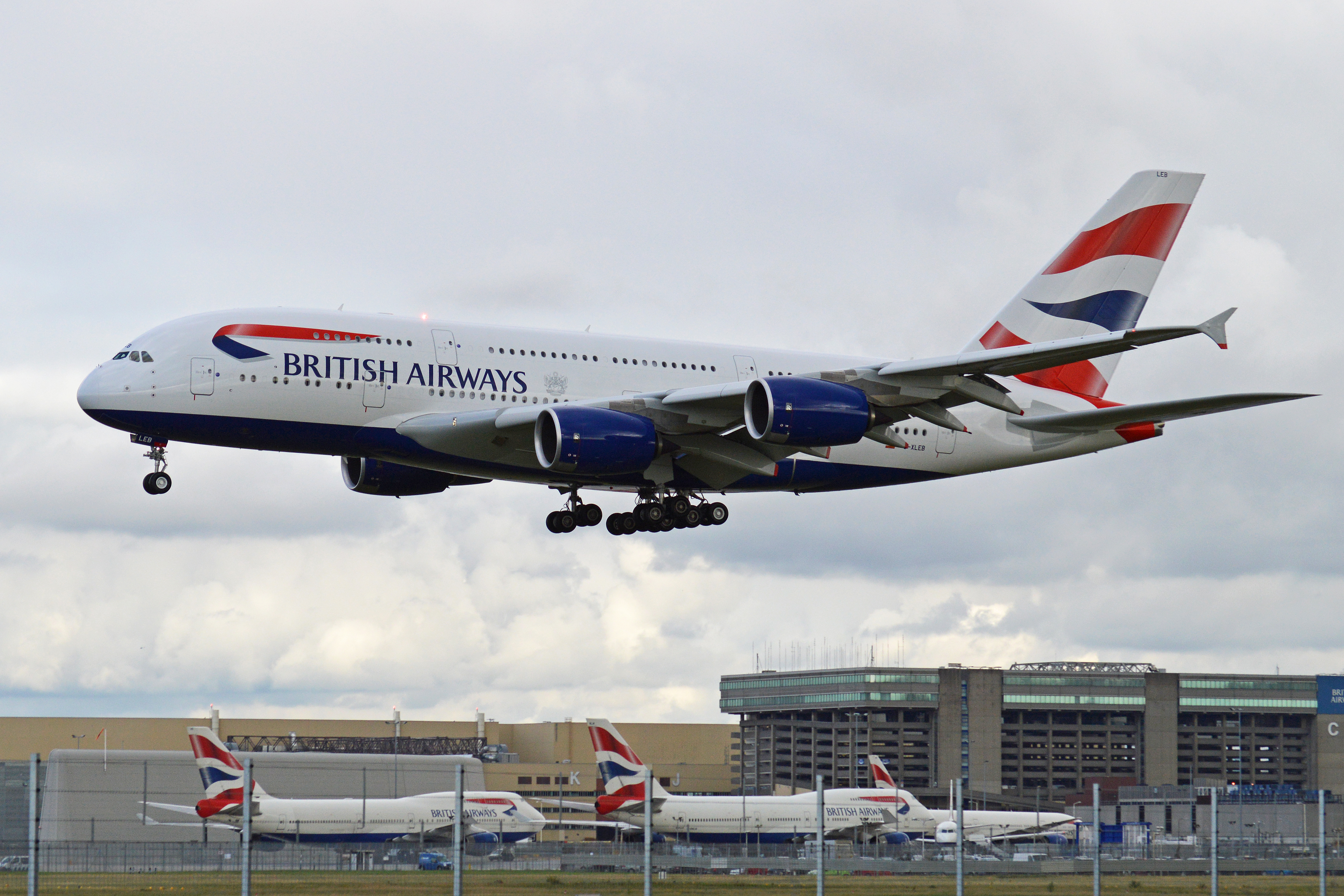
ブリティッシュ・エアウェイズ (イギリス最大の航空会社)

民間航空が古くから発達し、特に国際線の拡張は世界に広がる植民地間をつなぐために重要視されてきた。
現在は、ブリティッシュ・エアウェイズやヴァージン・アトランティック航空やイージージェットなどの航空会社がある。中でもブリティッシュ・エアウェイズは、英国海外航空と英国欧州航空の2つの国営会社が合併して設立され、1987年に民営化された世界でも最大規模の航空会社で2009年にはスペインのイベリア航空と統合合意し、2011年にインターナショナル・エアラインズ・グループを設立した。
航空機製造業もBAEシステムズやエンジン製造のロールス・ロイス・ホールディングスがあり、1976年にはフランスとともに、コンコルド機を開発して世界初の超音速旅客輸送サービスを開始。しかし、老朽化とコスト高などにより2003年11月26日をもって運航終了となり、コンコルドは空から姿を消した。
主な空港として、ロンドンのヒースロー空港、ガトウィック、スタンステッドのほか、ルートン、マンチェスター、グラスゴーなどが挙げられる。
日本との間には2016年サマースケジュールでは、ヒースロー空港と成田空港の間にブリティッシュ・エアウェイズのみ1日1便直行便を運航し、羽田空港の間にも、ブリティッシュ・エアウェイズ、日本航空、全日本空輸がそれぞれ1日1便直行便を運航している。かつてはヴァージン・アトランティック航空が就航していたが2015年に撤退している。

## 科学技術
17世紀の科学革命はイングランドとスコットランドが、18世紀の産業革命はイギリスが世界の中心であり、重要な発展に貢献した科学者や技術者を多数輩出している。万有引力や微分積分学のアイザック・ニュートン、進化論のチャールズ・ダーウィン、電磁波のジェームズ・クラーク・マクスウェル、元素論を確立したジョン・ドルトン、さらに、電磁誘導を成功させ発電機を作ったマイケル・ファラデー、また近年ではブラックホールの研究でスティーブン・ホーキングなど、多くの著名な学者が例に挙がる。
科学上の重要な発見者には水素のヘンリー・キャヴェンディッシュ、ペニシリンのアレクサンダー・フレミング、DNAのフランシス・クリックがいる。
工学面ではジェームズ・ワットやグラハム・ベルなど。科学の研究・応用は大学の重要な使命であり続け、2004年から5年間にイギリスが発表した科学論文は世界の7%を占める。学術雑誌ネイチャーや医学雑誌ランセットは世界的に著名である。

## 国民

イギリスの人口ピラミッド

イギリスの人口は2021年時点で推計6,700万人であり、世界第21位である。
「イギリス民族」という民族は存在しない。主な民族はイングランドを中心に居住するゲルマン民族系のイングランド人（アングロ・サクソン人）、ケルト系のスコットランド人、アイルランド人、ウェールズ人だが、旧植民地出身のインド系（印僑）、アフリカ系、カリブ系、アラブ系や華僑なども多く住む多民族国家である。
イギリスの国籍法では、旧植民地関連の者も含め、自国民を次の六つの区分に分けている。
- GBR:British Citizen - イギリス市民
本国人
- BOTC:British Overseas Territories citizen - イギリス海外領土市民
イギリスの海外領土出身者
- BOC:British Overseas Citizen - イギリス海外市民
ギリシャ西岸の諸島・インド・パキスタン・マレーシアなどの旧植民地出身者のうち特殊な歴史的経緯のある者
- GBS:British Subject - イギリス臣民
アイルランド（北部以外）・ジブラルタルなどイギリス海外領土市民やイギリス海外市民とは別の経緯のある地域の住民で一定要件に該当する者
- BNO:British National (Overseas) - イギリス国民 (海外)※「BN(O)」とも書く。
英国国籍で、香港の住民権も持つ人。
- BPP:British Protected Person - イギリス保護民

いずれの身分に属するかによって、国内での様々な取扱いで差異を生ずることがあるほか、パスポートにその区分が明示されるため、海外渡航の際も相手国により取扱いが異なることがある。例えば、日本に入国する場合、「British citizen（本国人）」と「British National (Overseas)（英国籍香港人）」は短期訪問目的なら査証（ビザ）不要となるが、残りの四つは数日の観光訪日であってもビザが必要となる。

### 国民性
イギリスは伝統的価値観を重視する保守的な国であり、国民性としては伝統的価値観を重視する保守的な面と音楽やアートに代表される斬新性と独自性の両面を持ち合わせている。国柄として、古くからの伝統的なものを残存させながらも時代とともにゆっくりと変容させていく特徴が認められる。イギリス国民の保守性は、産業革命後に台頭した二大階級を次々と体制内化し、諸改革によって社会的危機を回避し漸進的で温和な社会の発展を行うことで、民族・人種や生活様式および価値観の異なる階級層が存在しても国を分断させることなく共存している点にある。また、イギリスは世界各国と比較して階級間の社会移動が少なく、多くの国民が親と同様の職業に就業する階級帰属意識も保守性の一つとして挙げられる。

### 言語

世界の英語圏地域。濃い青色は英語が公用語または事実上の公用語になっている地域。薄い青色は英語が公用語であるが主要な言語ではない地域。

事実上の公用語は英語（イギリス英語）でありもっとも広く使用されているが、イングランドの主にコーンウォールでコーンウォール語、ウェールズの主に北部と中部でウェールズ語、スコットランドの主にローランド地方でスコットランド語、ヘブリディーズ諸島の一部でスコットランド・ゲール語、北アイルランドの一部でアルスター・スコットランド語とアイルランド語が話されており、それぞれの構成国で公用語になっている。
特に、ウェールズでは1993年にウェールズ語が公用語になり、英語と同等の法的な地位を得た。2001年現在、ウェールズ人口の約20%がウェールズ語を使用し、その割合は僅かではあるが増加傾向にある。公文書や道路標識などはすべてウェールズ語と英語とで併記される。また、16歳までの義務教育においてウェールズ語は必修科目であり、ウェールズ語を主要な教育言語として使用し、英語は第二言語として扱う学校も多く存在する。

### 婚姻
婚姻の際には、夫婦同姓・複合姓・夫婦別姓のいずれも選択可能である。また同性結婚も可能である。また、在日英国大使館においても、同性結婚登録を行うことが可能である。

### 宗教
10年に一度行われるイギリス政府の国勢調査によれば、2001年、キリスト教徒が71.7%、イスラム教徒が3.0%、ヒンドゥー教徒が1.0%。
2011年、キリスト教徒59.3%、イスラム教徒4.8%、ヒンドゥー教徒が1.5%。
キリスト教の内訳は、英国国教会が62%、カトリックが13%、長老派が6%、メソジストが3%程度と推定されている。

### 教育

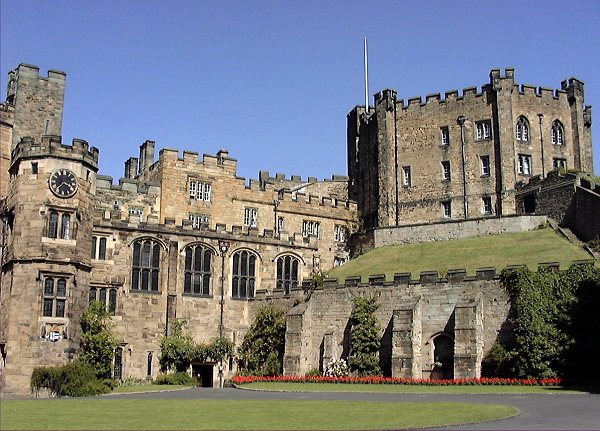
伝統大学の一つである ダラム大学の University College Durham

イギリスの学校教育は地域や公立・私立の別により異なるが、5歳より小学校教育が開始される。
またイギリスの大学は、中世からの伝統を受け継ぎ、カレッジ制を採用する世界的に有名なオックスフォード大学・ケンブリッジ大学・ダラム大学をはじめ、現在では100以上の大学が存在している。イングランドの大学では、通常、学士の学位には3年、修士の学位には学士取得後1～2年、博士の学位には同じく修士取得後3年が必要とされる場合が多い。

### 保健

#### 医療

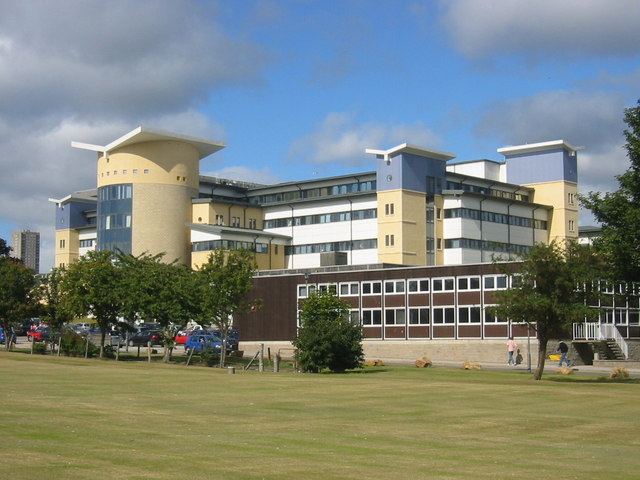
The Royal Aberdeen Children's Hospital。NHSスコットランドの小児病院

イギリスの医療は各地域それぞれの地方分権型であり、公的医療とプライベート診療が存在する。公的医療は国民保健サービス（NHS）によりすべてのイギリス人に提供され、医学的必要性が認められる治療は大部分は自己負担なしであり、費用は一般税収を原資としている（公費負担医療）。NHSにはイギリス国家予算の25.2%が投じられている。
国全体にかかわる規制は、総合医療評議会や看護助産評議会や、またロイヤル・カレッジなどの外部機関が行っている。しかし政策や現業の責務は、各地方行政区である4つの女王陛下の政府、北アイルランド政府、スコットランド政府、ウェールズ政府がそれぞれになっている。それぞれの運営するNHSは、各々の政策や優先度を持ち、施政に違いをもたらしている。
英国はGDPの8.5%を医療に支出しており、これはOECD平均と比べて-0.5%、EU平均と比べて-1%の値であった。1979年に保健支出が急増したことにより、その値はEU平均に近くなってきている。WHOは2000年に英国の医療制度を欧州で15位、世界で18位と評している。

## 治安
イギリスの治安は欧州の中で比較的良好だが、日本と比べると発生件数・検挙数はかなり高い。ロンドンは英国で最も治安の悪い地域であり、逆に最も治安の良い地域はロンドンを除く南東部である。犯罪の内容を種類別としても、イングランド及びウェールズにおける凶悪犯・粗暴犯の件数は日本の約29倍、性犯罪は約10倍、窃盗は約3.5倍、強盗は約55倍である。
また、2019年に警察に報告のあったイングランド及びウェールズにおける犯罪の総数は約580万件であり、日本における2019年の刑法犯総数の7.7倍となっている。誘拐事件においては2018年度のイングランド及びウェールズにおける同内容の事件数が5,223件（前年度比15％増）であり、このほか16歳未満の子供に対する同事件数が1,268件（前年度比7％増）であった。

#### 警察

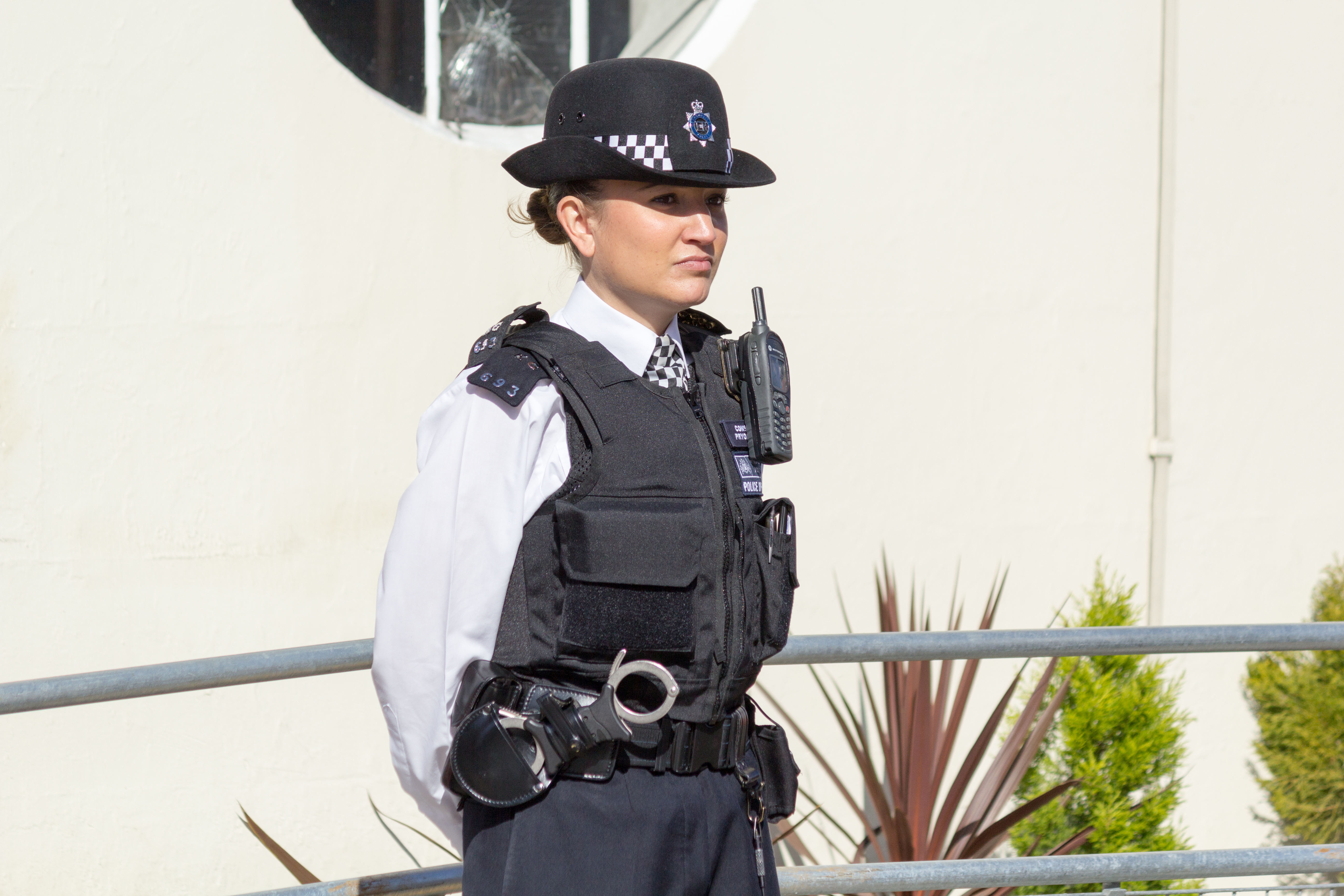
標準的な制服を着たロンドン警視庁の女性警官。
女性警官は男性警官とは対照的に、「ボウラーキャップ」（Bowler cap）と呼ばれる専用の帽子を着用する。

## メディア

### 通信
イギリスでは、ヒースロー空港などにある自動販売機でSIMカードが購入できる。プリペイド式となっており、スーパーなどで、通話・通信料をチャージして使う。
おもな通信業者
- ボーダフォン イギリス
- EE ドイツ系のT-Mobileとフランス系 (元イギリス)のOrange(en)の合弁で現在はBTグループ傘下
- O2 スペイン・テレフォニカ傘下
- 3 (Three)（英語版）  香港・ハチソン・ワンポア

## 文化

### 食文化

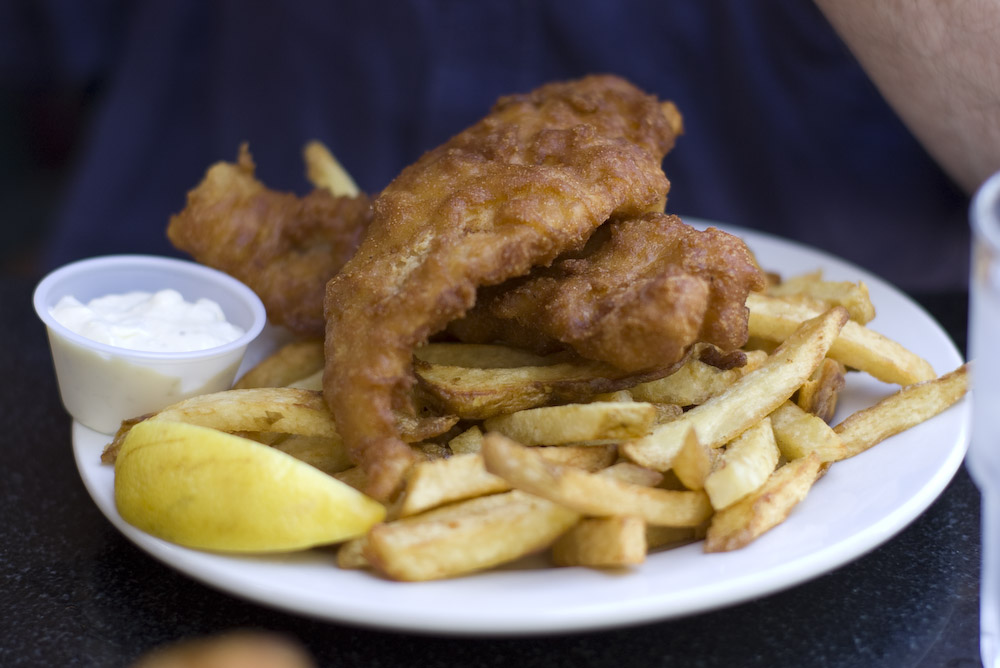
コッドを使ったフィッシュ・アンド・チップス（カナダ・ホースシュー・ベイ）

フィッシュ・アンド・チップスやローストビーフ、ウナギのゼリー寄せ、スターゲイジーパイ、トースト・サンドイッチ、フル・ブレックファストなどが有名である。

### 文学

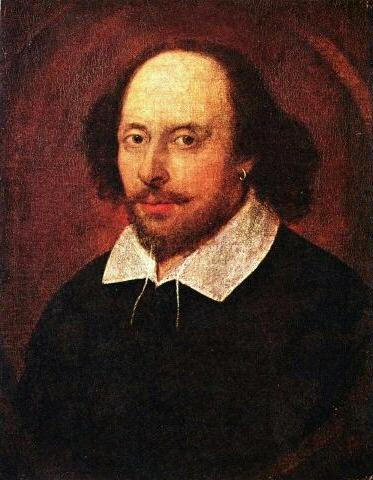
ウィリアム・シェイクスピア

多くの傑作を後世に残したウィリアム・シェイクスピアは、イギリス・ルネサンス演劇を代表する空前絶後の詩人、および劇作家と言われる。初期のイギリス文学者としてはジェフリー・オブ・モンマスやジェフリー・チョーサー、トマス・マロリーが著名。18世紀になるとサミュエル・リチャードソンが登場する。彼の作品には3つの小説の基本条件、すなわち「フィクション性および物語性、人間同士の関係（愛情・結婚など）、個人の性格や心理」といった条件が満たされていたことから、彼は「近代小説の父」と呼ばれている。
19世紀の初めになるとウィリアム・ブレイク、ウィリアム・ワーズワースらロマン主義の詩人が活躍した。19世紀には小説分野において革新が見られ、ジェーン・オースティン、ブロンテ姉妹、チャールズ・ディケンズ、トーマス・ハーディらが活躍した。19世紀末には、耽美主義のオスカー・ワイルド、現代の推理小説の生みの親アーサー・コナン・ドイルが登場。
20世紀に突入すると、「SFの父」ハーバート・ジョージ・ウェルズ、モダニズムを探求したデーヴィッド・ハーバート・ローレンス、ヴァージニア・ウルフ、預言者ジョージ・オーウェル、「ミステリーの女王」アガサ・クリスティなどが出てくる。そして近年、ハリー・ポッターシリーズのJ・K・ローリングがかつてのJ・R・R・トールキンのような人気で世界中を湧かせている。

### 哲学
- イギリス経験論
- イギリス理想主義

### 音楽
クラシック音楽における特筆すべきイギリス人作曲家として、「ブリタニア音楽の父」ウィリアム・バード、ヘンリー・パーセル、アーサー・サリヴァン、エドワード・エルガー、レイフ・ヴォーン・ウィリアムズ、ベンジャミン・ブリテンがいる。欧州大陸で古典派、ロマン派が隆盛をきわめた18世紀後半から19世紀にかけて有力な作曲家が乏しかった時期もあったが、旺盛な経済力を背景に演奏市場としては隆盛を続け、現在もロンドンはクラシック音楽の都の一つとなっている。ドイツのオーケストラが地方中都市の団体でも四管フル編成を原則としているのに対し、ロンドン5大オーケストラは長年BBC交響楽団を除き（現在はロンドン交響楽団も）総員70名台の中規模編成を貫き、大曲演奏に際してはフリー奏者を臨時補充するなどの形であったにもかかわらず、それなりの世界的声価を維持してきた。一時はメンバーの共有も見られ、映画音楽の仕事が多いことが批判されることもあるものの、持ち前の合理主義によって、少なくとも英語圏では随一のクラシック演奏都市であり続けている。オペラはロンドンにコヴェントガーデン王立歌劇場と、イングリッシュ・ナショナルオペラを擁し、後者は世界的にも珍しい英訳上演主義の団体である。

#### ポピュラー音楽

ビートルズ

ポピュラー音楽（特にロックミュージック）において、イギリスは先鋭文化の発信地として世界的に有名である。1960、70年代になるとロックが誕生し、中でもビートルズやローリング・ストーンズといったロックンロールの影響色濃いバンドが、その表現の先駆者として活躍した。やがてキング・クリムゾンやピンク・フロイドなどのプログレッシブ・ロックや、クイーン、クリーム、レッド・ツェッペリン、ディープ・パープル、ブラック・サバスなどのR&Bやハードロックがロックの更新に貢献。1970年代後半のパンク・ロックの勃興においては、アメリカ・ニューヨークからの文化を取り入れ、ロンドンを中心にセックス・ピストルズ、ザ・クラッシュらが国民的なムーブメントを起こす。
パンク・ロック以降はインディー・ロックを中心にニュー・ウェイヴなどといった新たな潮流が生まれ、テクノポップ・ドラッグミュージック文化の発達と共にニュー・オーダー、ザ・ストーン・ローゼズ、グリッドなどが、メインストリームではデュラン・デュラン、デペッシュ・モードらの著名なバンドが生まれた。90年代はブリットポップやエレクトロニカがイギリスから世界中に広まり人気を博し、オアシス、ブラー、レディオヘッド、プロディジー、マッシヴ・アタックなどは特に目覚ましい。シューゲイザー、トリップホップ、ビッグビートなどといった多くの革新的音楽ジャンルも登場した。近年ではエイミー・ワインハウス、マクフライ、コールドプレイ、スパイス・ガールズらがポップシーンに名を馳せた。
イギリスではロックやポップなどのポピュラー音楽が、国内だけでなく世界へ大きな市場を持つ主要な外貨獲得興業となっており、トニー・ブレア政権下などではクール・ブリタニアでロックミュージックに対する国策支援などが行われたりなど、その重要度は高い。アメリカ合衆国と共にカルチャーの本山として世界的な影響力を保ち続け、他国のポピュラー音楽産業の潮流への先駆性は、近年もいささかも揺るがない。

### コメディ
イギリス人はユーモアのセンスが高いと言われている。また、コメディアンの多くは高学歴である。
- ローワン・アトキンソン
- チャールズ・チャップリン
- ピーター・セラーズ
- モンティ・パイソン
- リック・ウェイクマン （ただし、本職はミュージシャン）

### 被服・ファッション

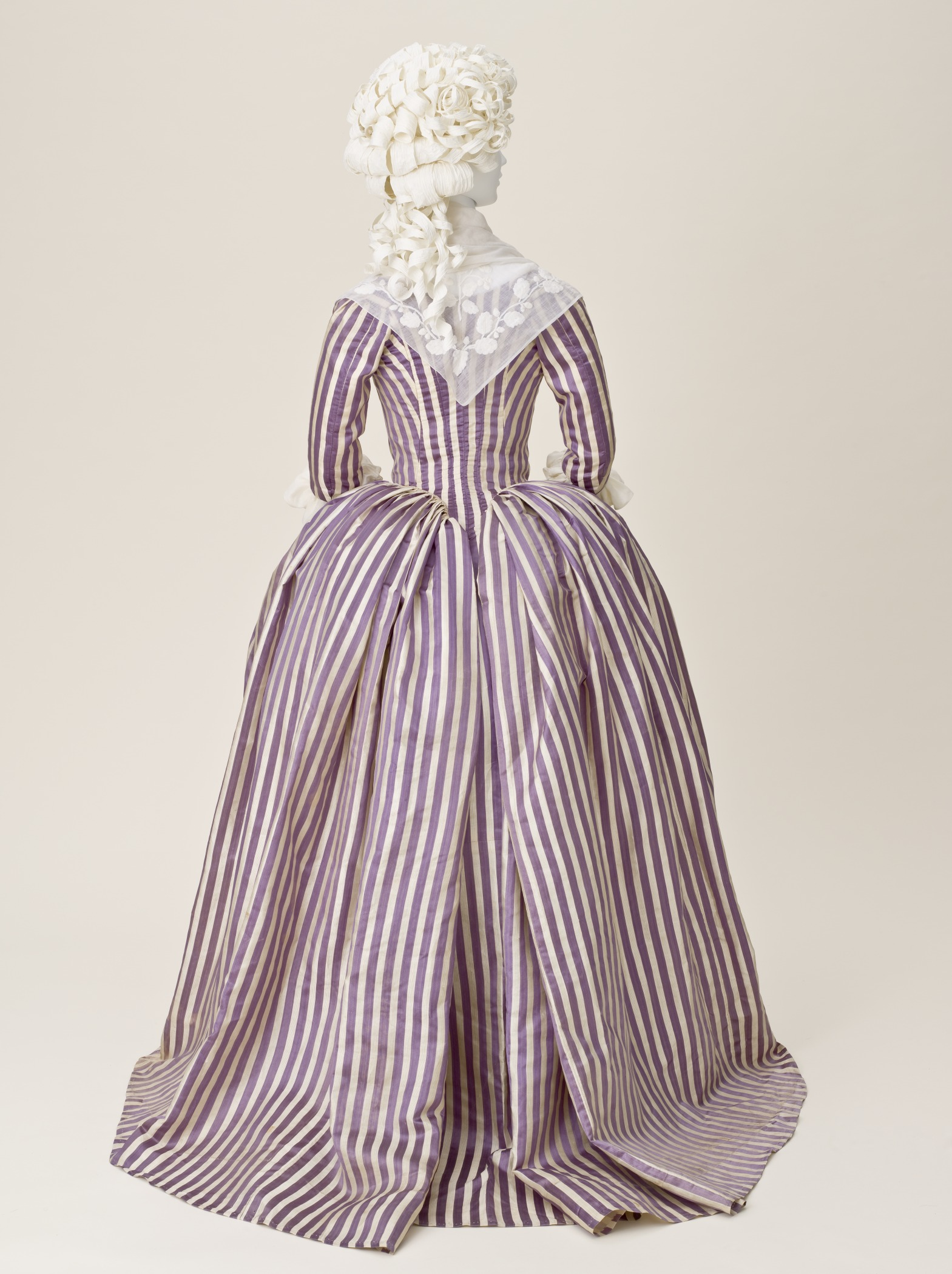
イングリッシュドレスの一例。このドレスは絹製である

英国全土で着用されている伝統衣装の形式は、主にイングランドのものに関連しており、英国の紳士と女性の区別化を示すために着用されることが多い。特に女性の伝統衣装はイングリッシュドレスと呼ばれるもので占められており、他のヨーロッパの伝統的なドレス類に比べて簡素に仕上げられているのが特徴ともなっている。
現代においてはロンドン・コレクション開催で先進的なデザインを発表するなど、米国や日本、イタリアに並ぶファッション業界の牽引役を代表する国の一つとされている。

### 建築

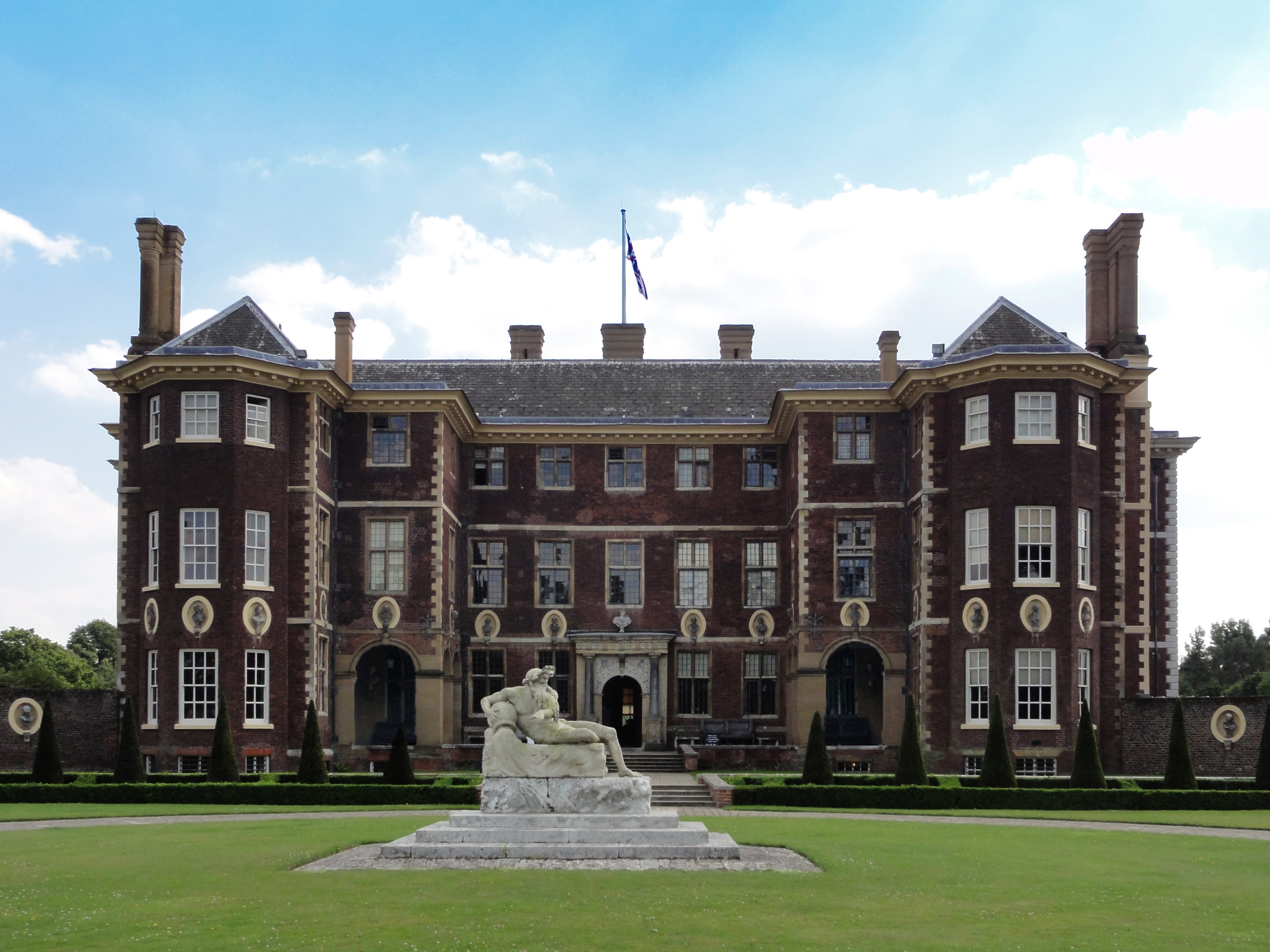
リッチモンドにあるハム・ハウス
イギリスにおけるカントリー・ハウスを代表するものとされている

### 世界遺産
イギリス国内には、ユネスコの世界遺産リストに登録された文化遺産が21件、自然遺産が5件ある。

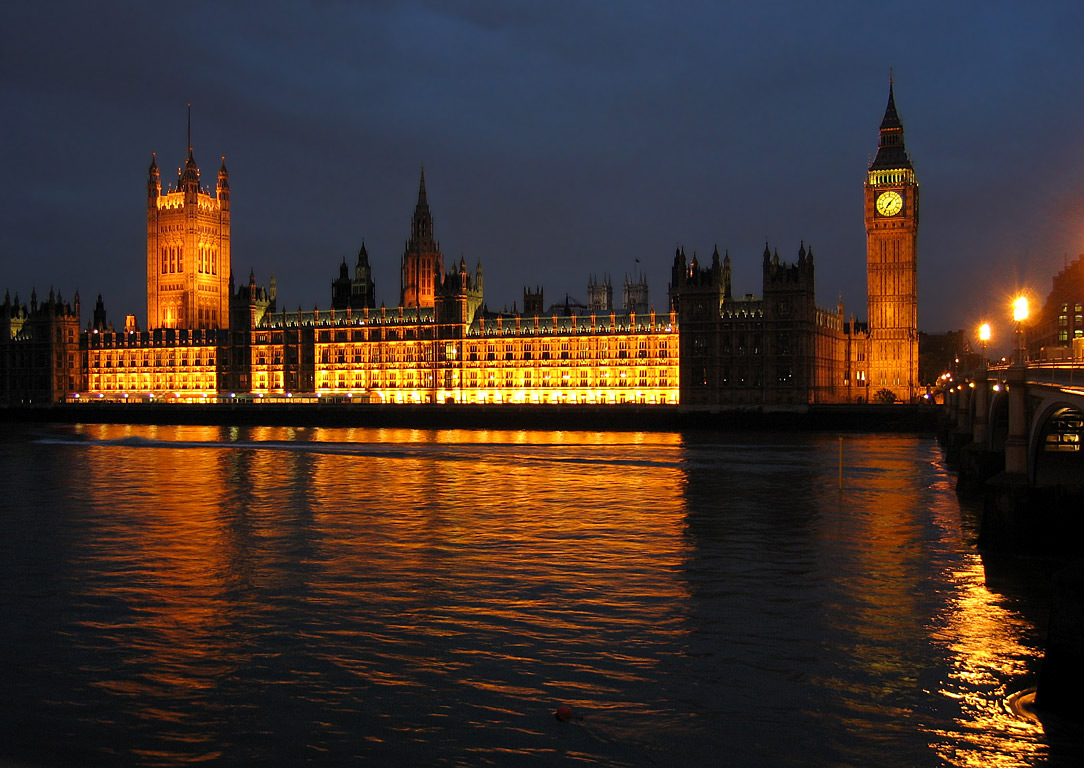
ウェストミンスター宮殿
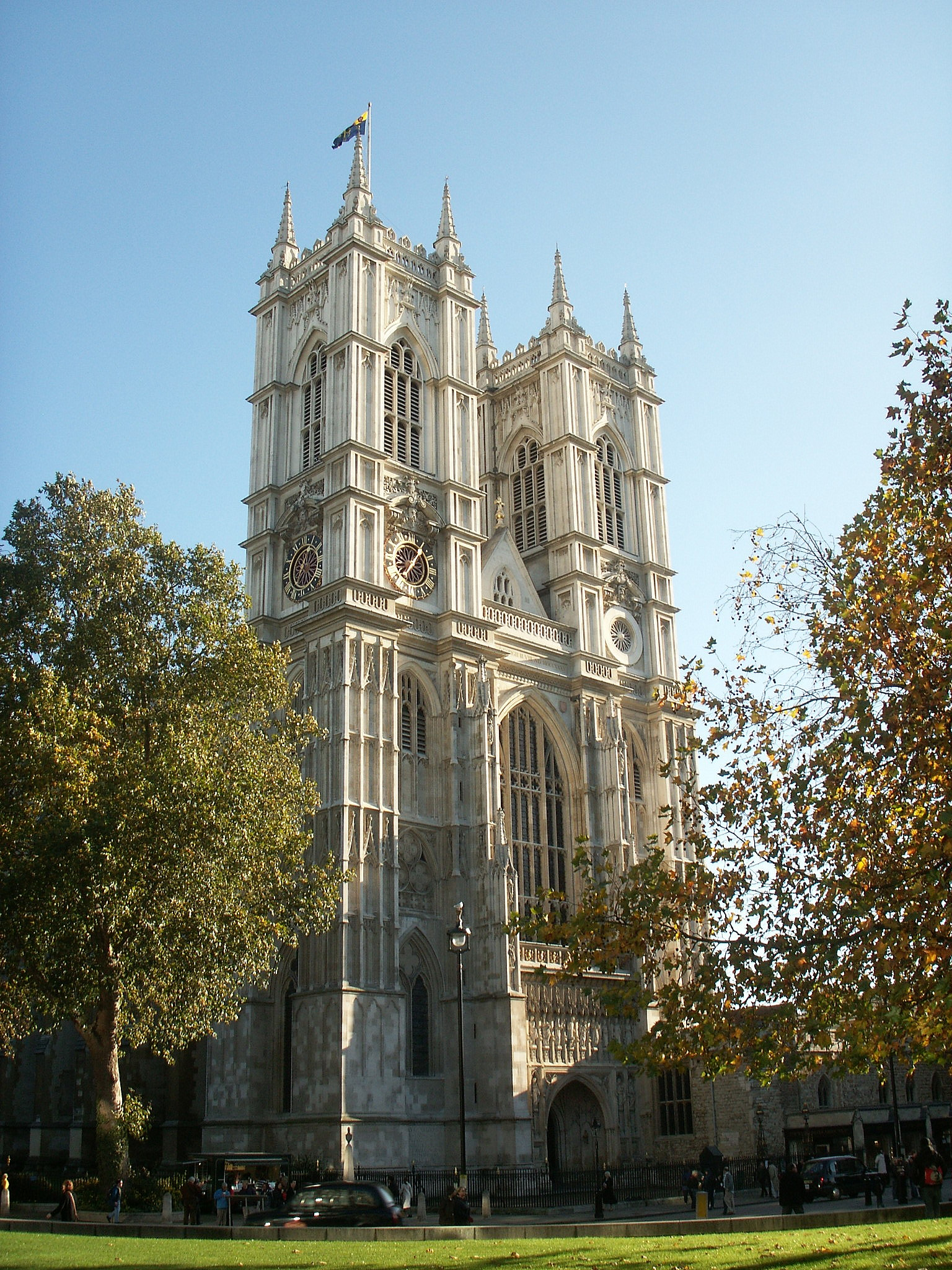
ウェストミンスター寺院
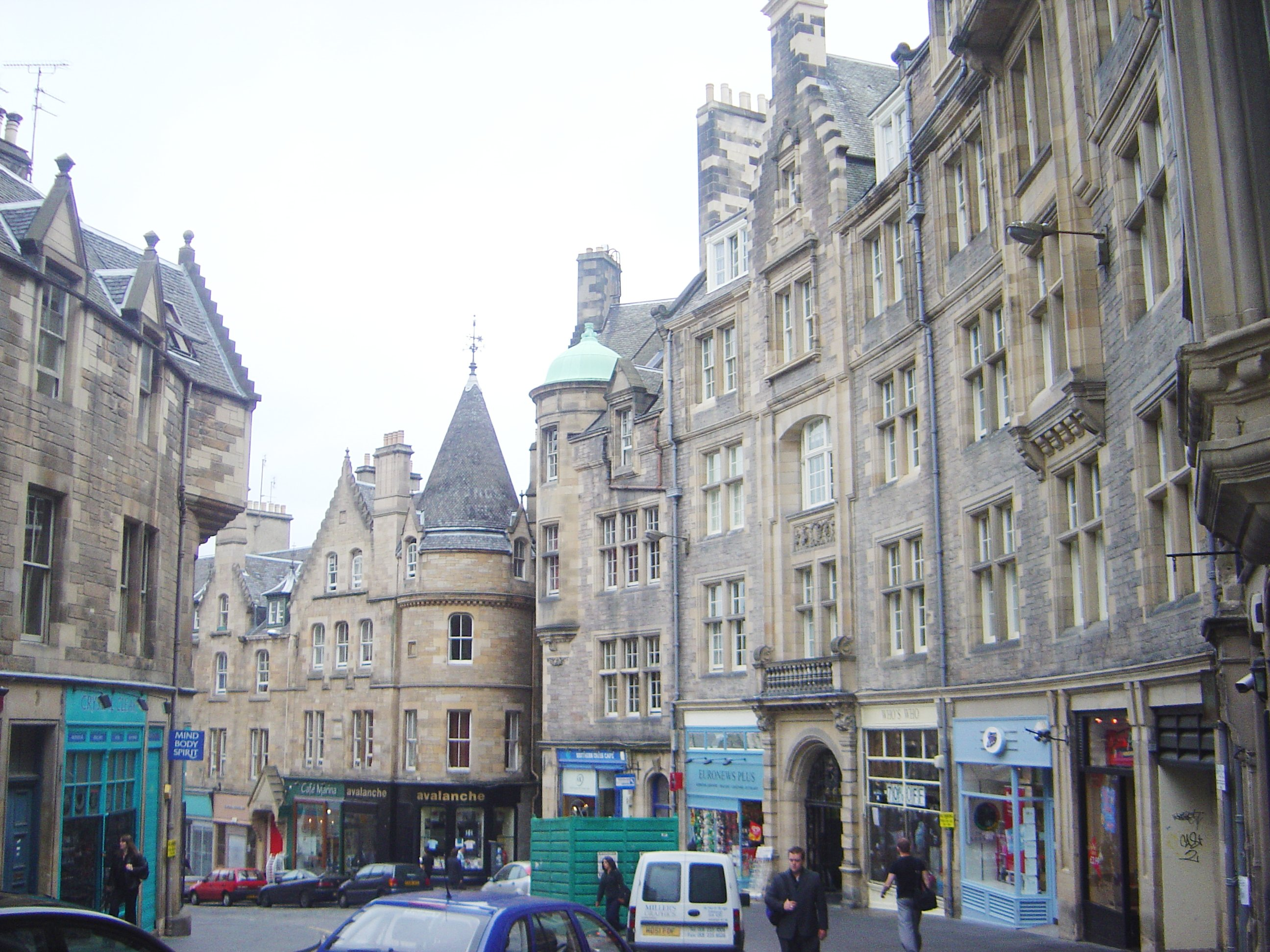
エディンバラの旧市街・新市街
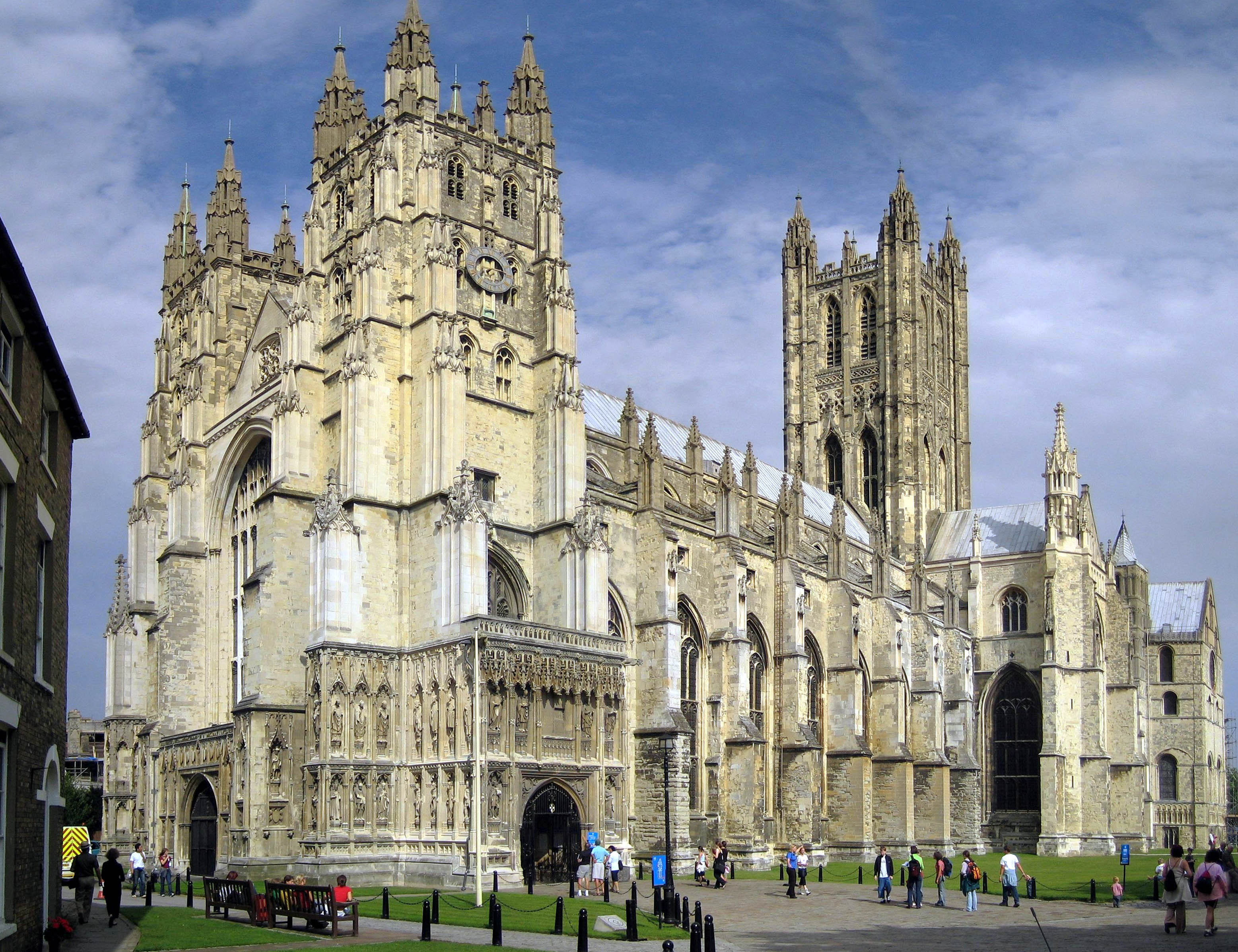
カンタベリー大聖堂
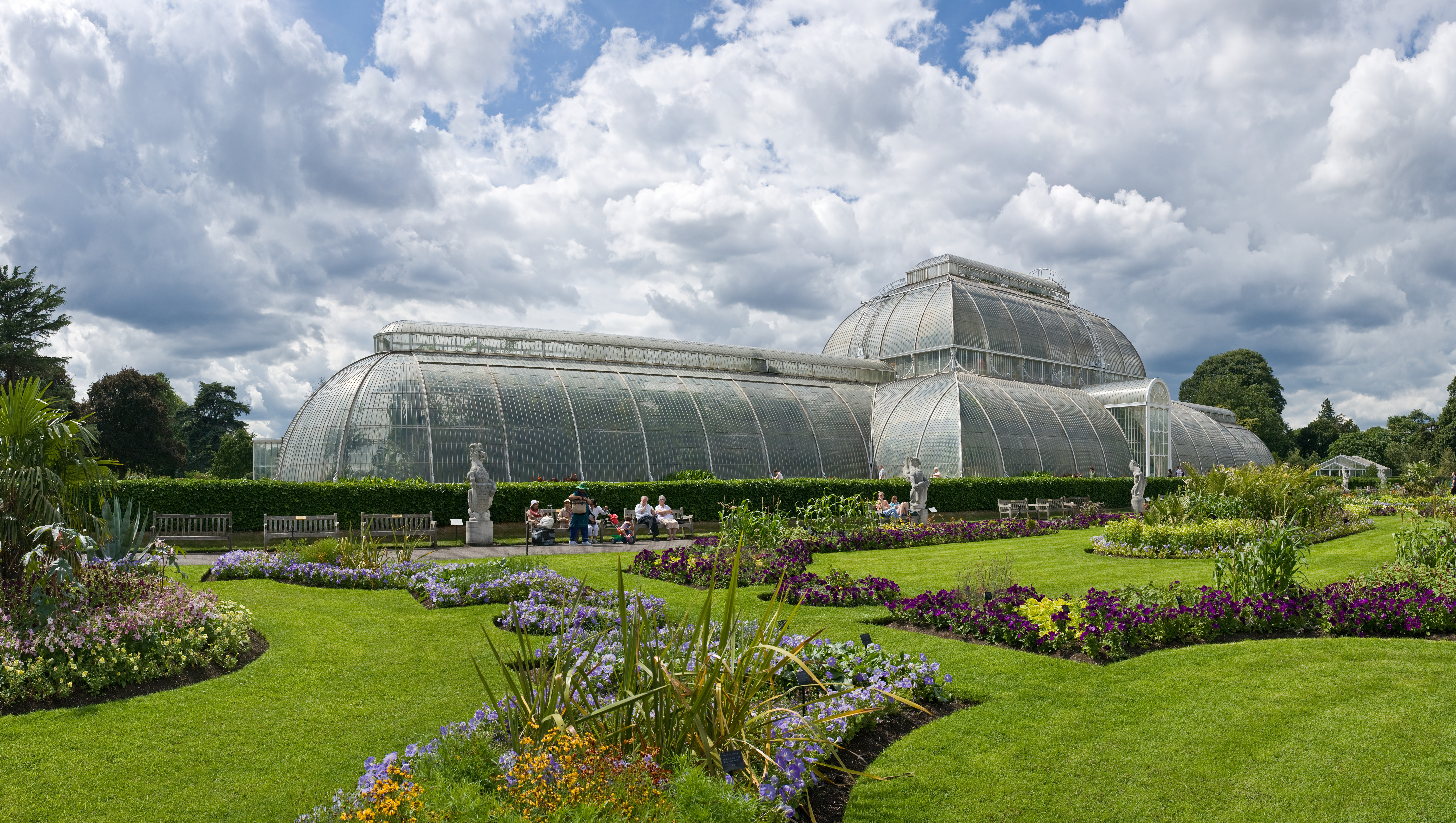
キュー王立植物園
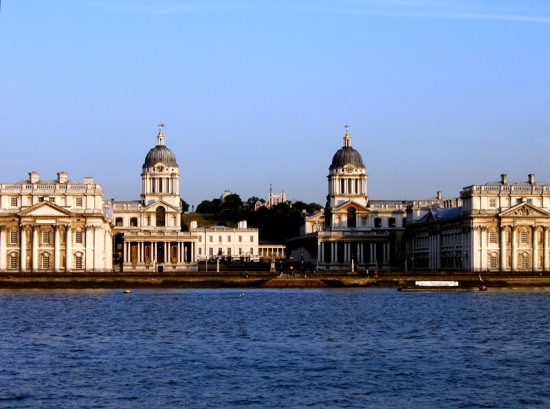
マリタイム・グリニッジ
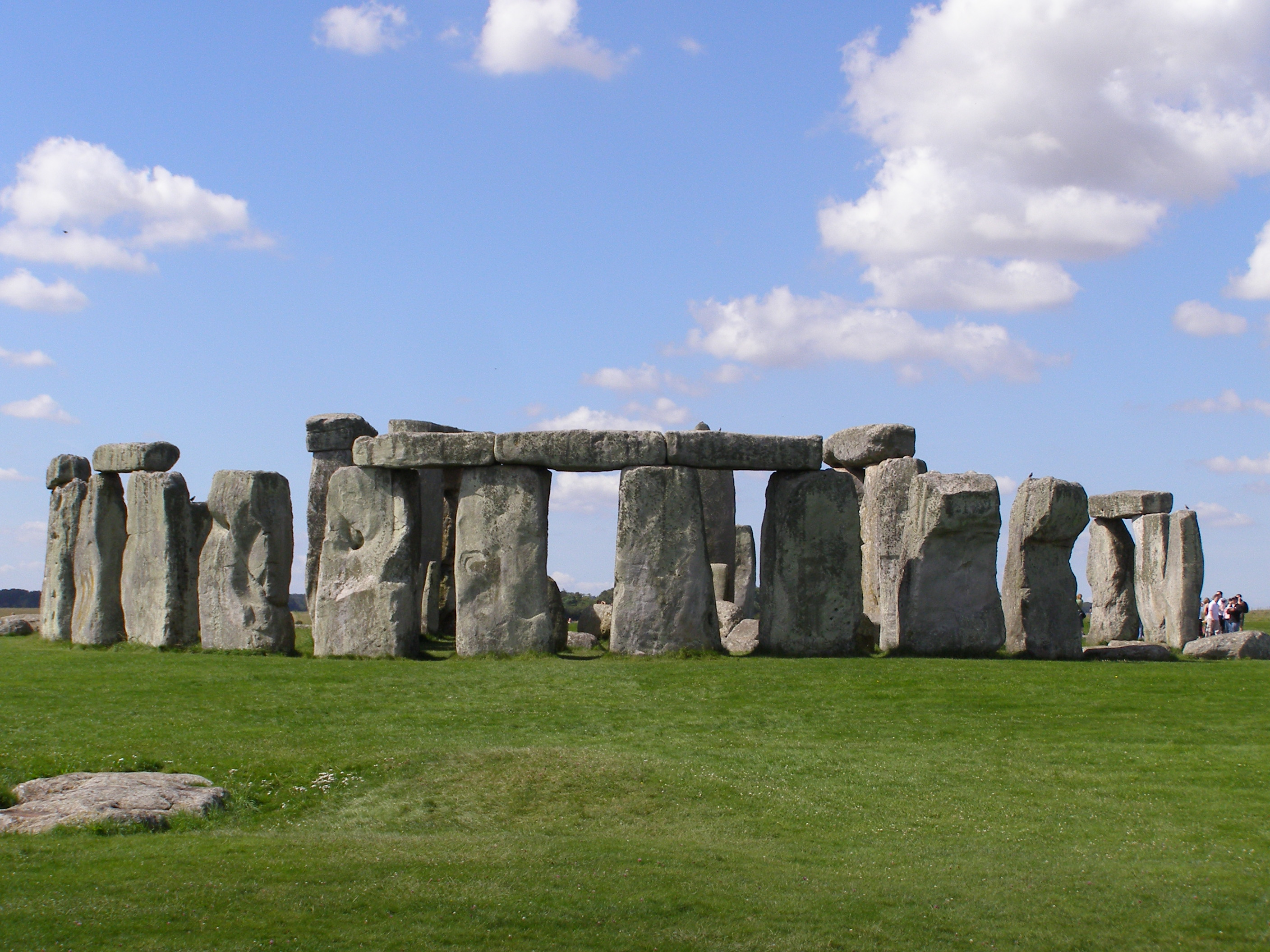
ストーンヘンジ
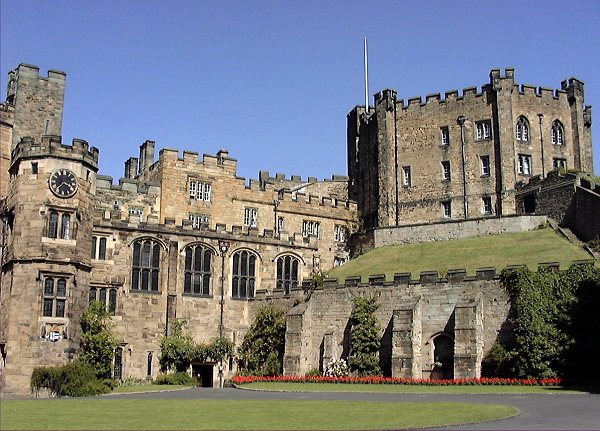
ダラム城
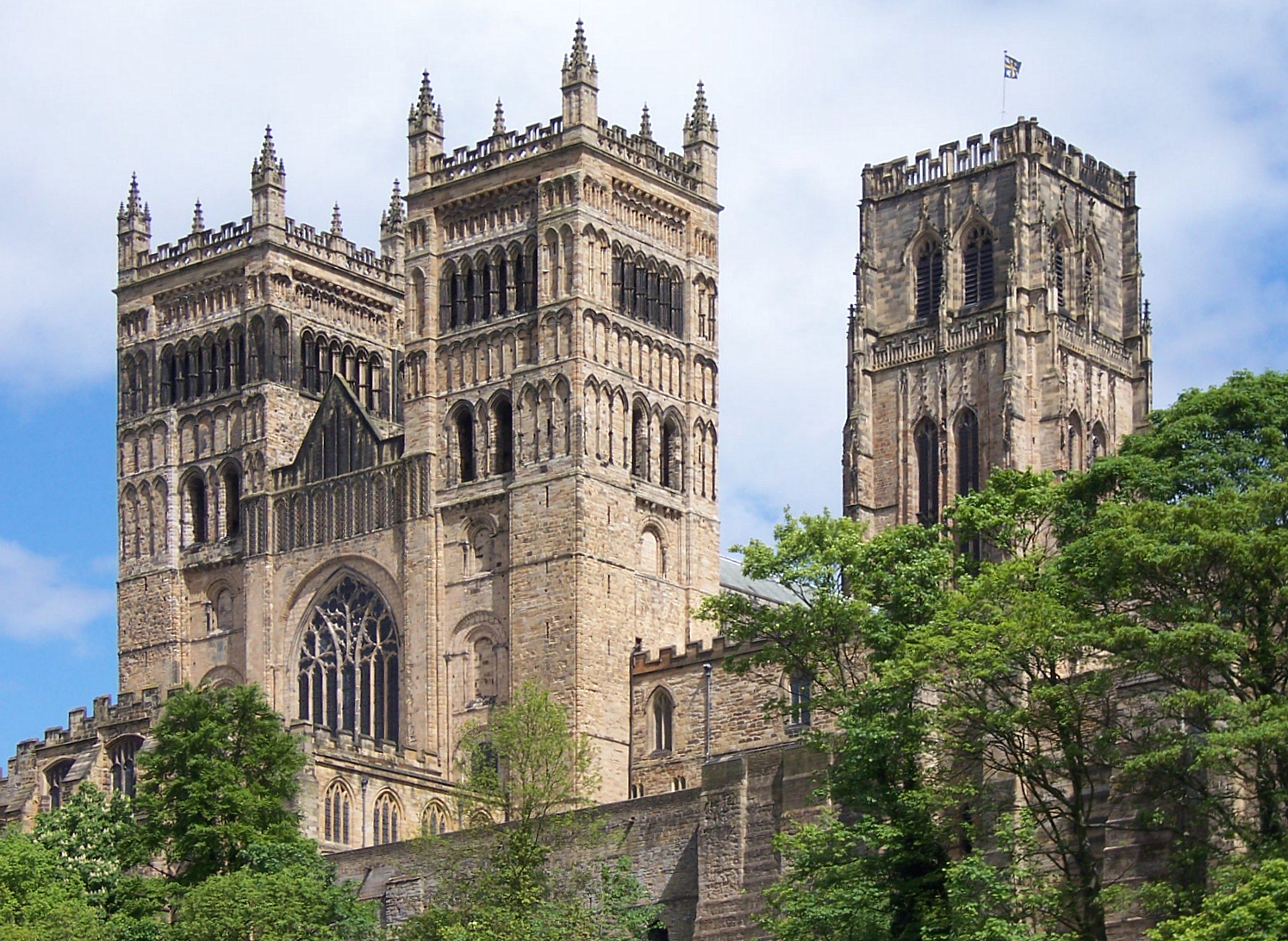
ダラム大聖堂
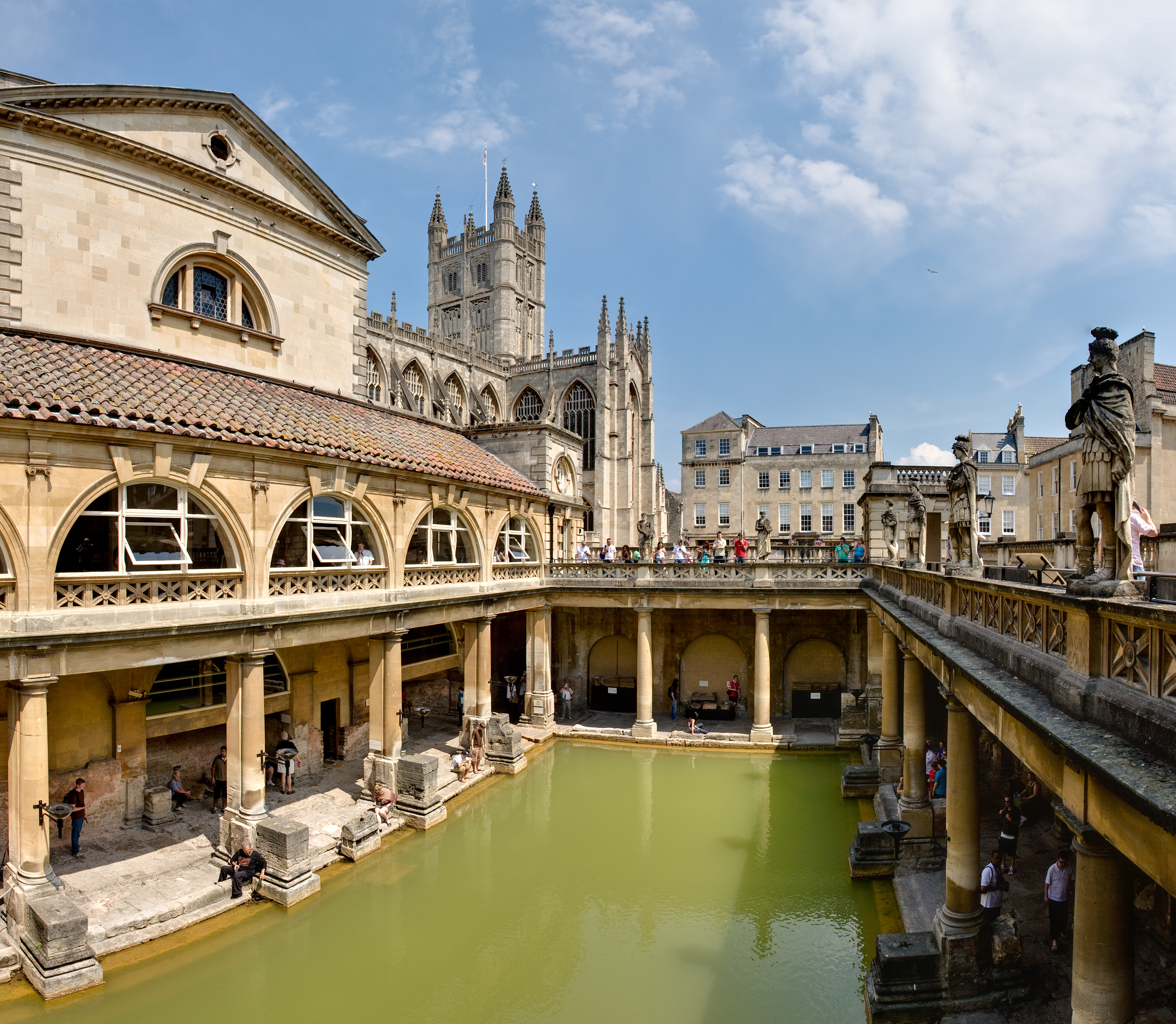
バース市街
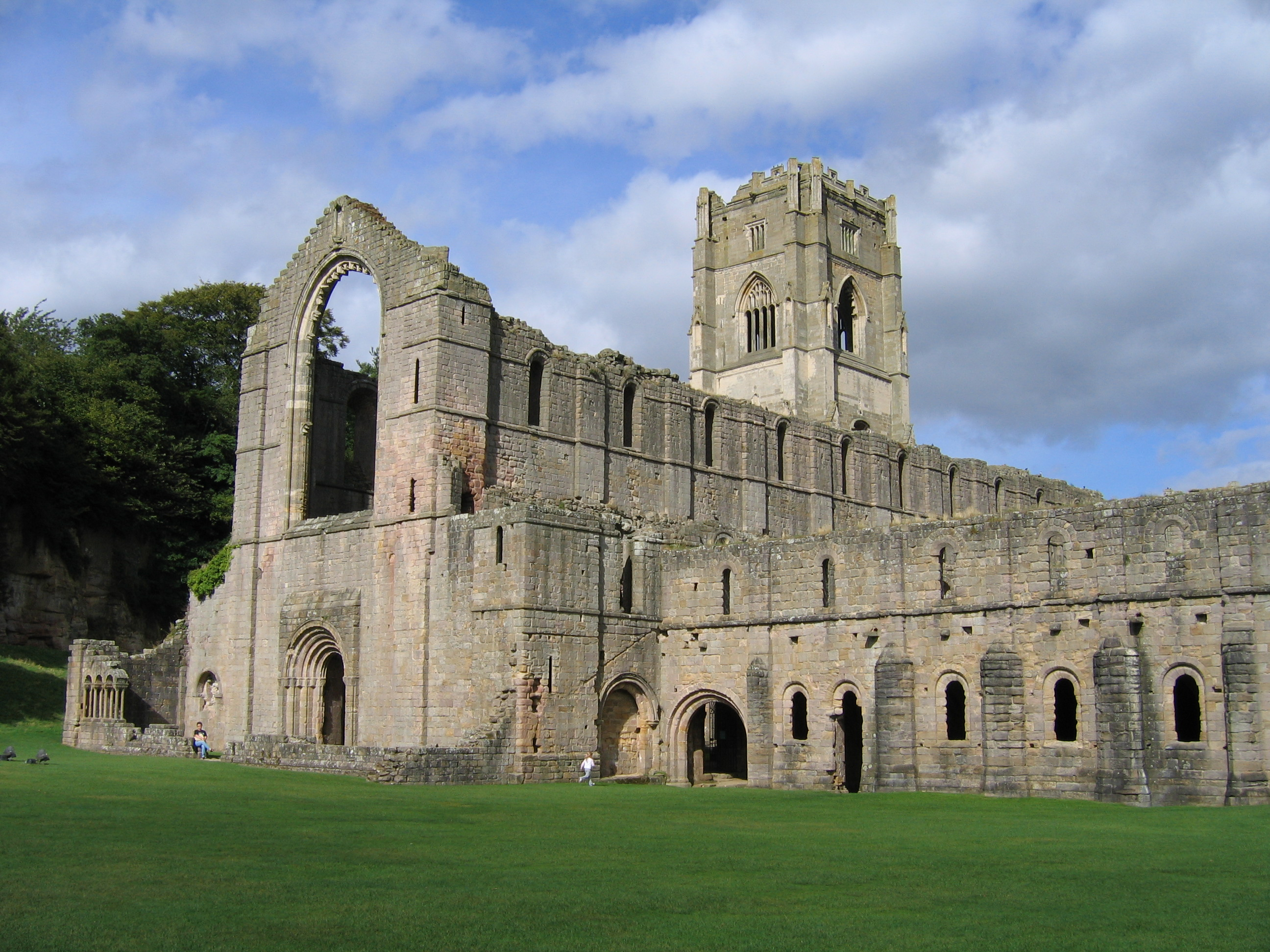
ファウンテンズ修道院跡を含むスタッドリー王立公園
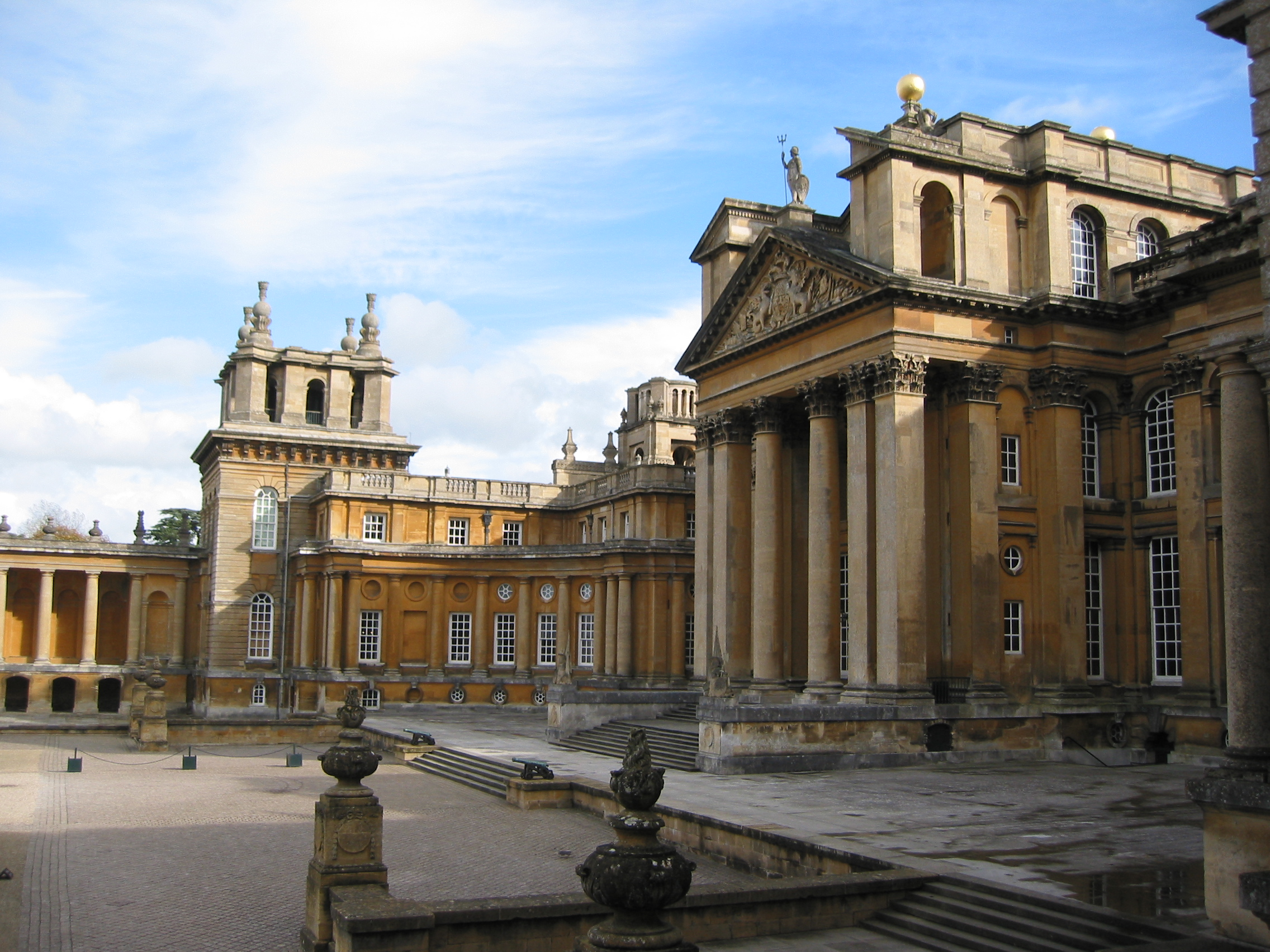
ブレナム宮殿
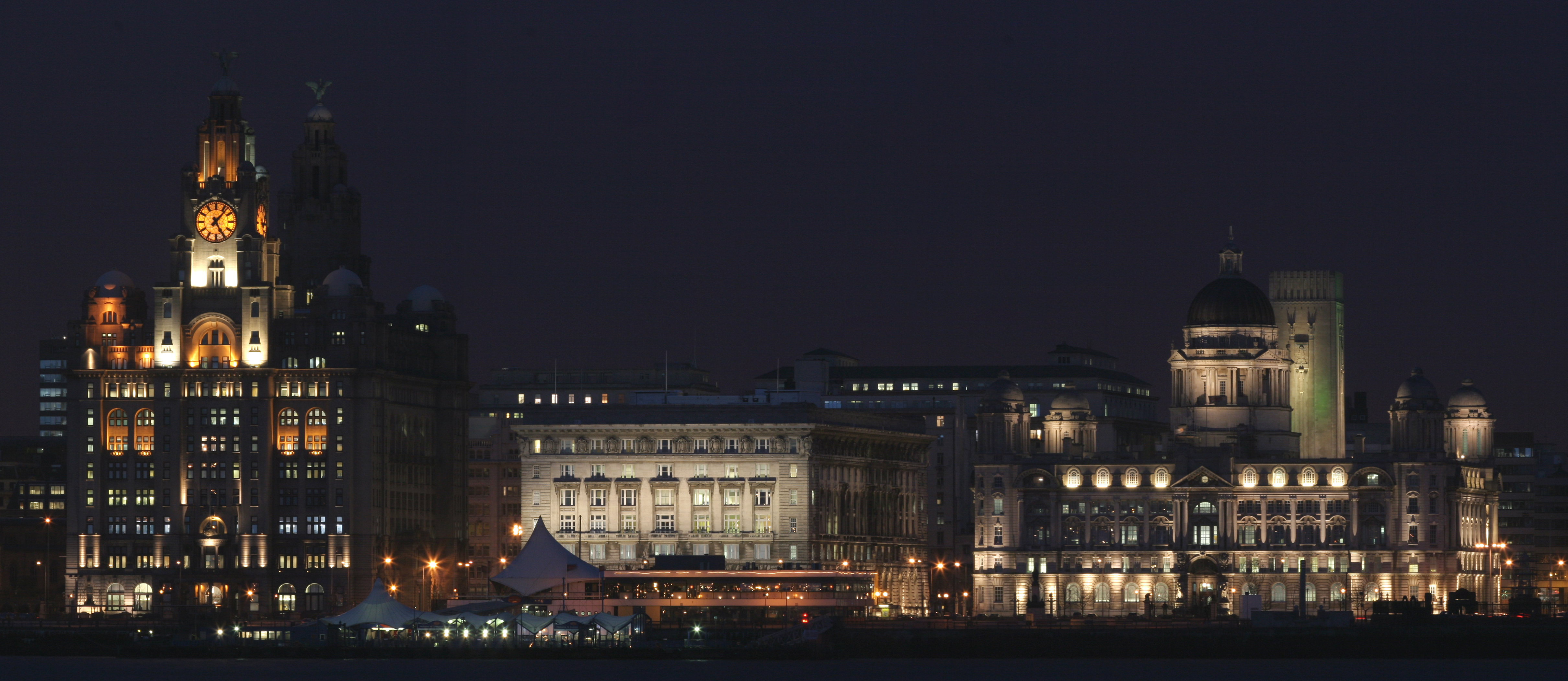
海商都市リヴァプール
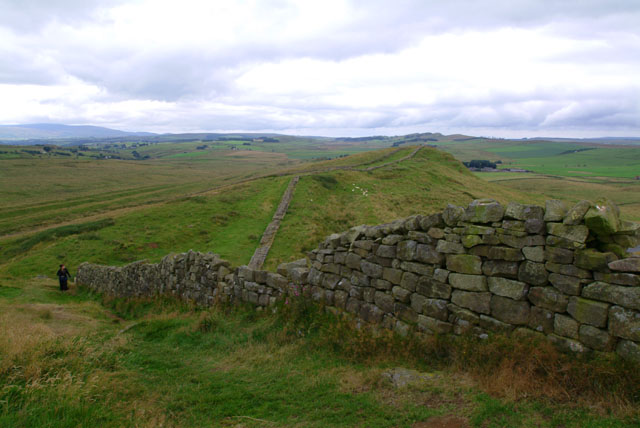
ローマ帝国の国境線 (ハドリアヌスの長城)
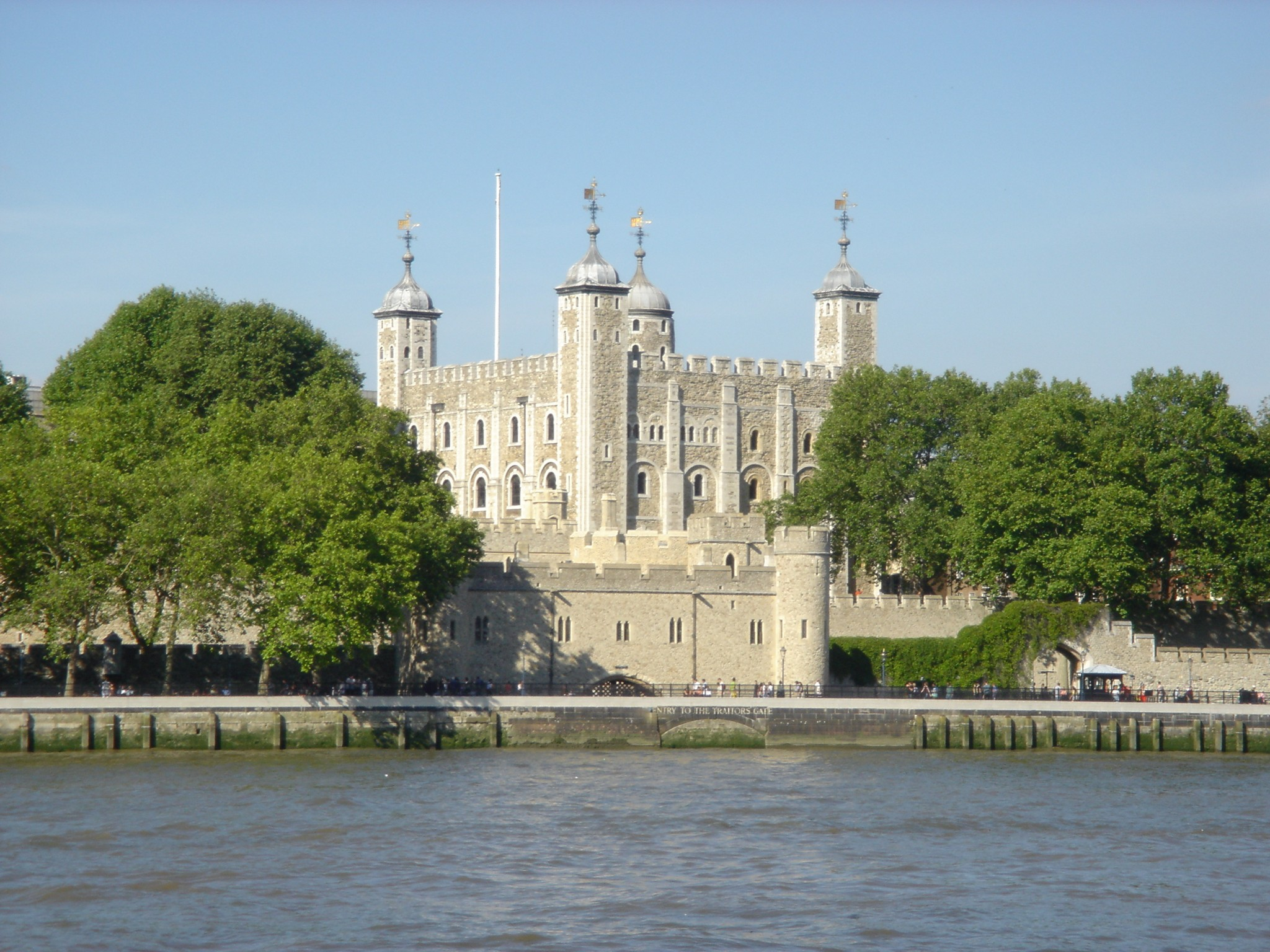
ロンドン塔

### 祝祭日
祝祭日は、イングランド、ウェールズ、スコットランド、北アイルランドの各政府により異なる場合がある。
銀行など多くの企業が休みとなることから、国民の祝祭日をバンク・ホリデー (Bank holiday)（銀行休業日）と呼ぶ。
| 日付          | 日本語表記           | 現地語表記                            | 備考                           |
| ------------- | -------------------- | ------------------------------------- | ------------------------------ |
| 1月01日       | 元日                 | New Year's Day                        |                                |
| 1月02日       | 元日翌日             | -                                     | スコットランドのみ             |
| 3月17日       | 聖パトリックの日     | St. Patrick's Day                     | 北アイルランドのみ             |
| 3月 - 4月     | 聖金曜日             | Good Friday                           | 移動祝日                       |
| 3月 - 4月     | 復活祭月曜日         | Easter Monday                         | 移動祝日                       |
| 5月第1月曜日  | 五月祭               | Early May Bank Holiday                | 移動祝日                       |
| 5月最終月曜日 | 五月祭終り           | Spring Bank Holiday                   | 移動祝日                       |
| 7月12日       | ボイン川の戦い記念日 | Battle of the Boyne (Orangemen's Day) | 北アイルランドのみ             |
| 8月第1月曜日  | 夏季銀行休業日       | Summer Bank Holiday                   | 移動祝日、スコットランドのみ   |
| 8月最終月曜日 | 夏季銀行休業日       | Summer Bank Holiday                   | 移動祝日、スコットランドを除く |
| 12月25日      | クリスマス           | Christmas Day                         |                                |
| 12月26日      | ボクシング・デー     | Boxing Day                            |                                |

- 聖金曜日を除く移動祝日は原則的に月曜日に設定されている。
- ボクシング・デー後の2日も銀行休業日であったが2005年を最後に廃止されている。

### スポーツ

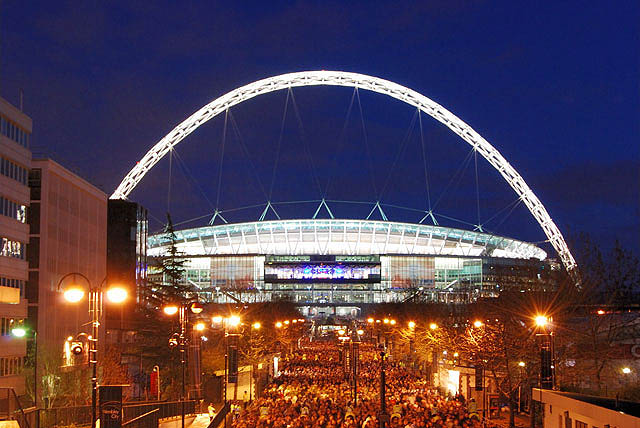
"サッカーの聖地" ウェンブリー・スタジアム

イギリスはサッカー、ラグビー、クリケット、ゴルフ、ボクシングなど多くの競技が発祥もしくは近代スポーツとして整備された地域であり、国技としても定着している。年間観客動員数は4000万人以上を集めるサッカーが他を大きく凌いでおり、競馬の600万人、ユニオンラグビーの300万、クリケット200万がそれに続く。
このうち団体球技（サッカー、ラグビー、クリケット）は、発祥地域の伝統的な配慮から国際競技団体ではイギリス単体ではなく、イングランド、スコットランド、ウェールズ、北アイルランド（ラグビーに関してはアイルランドにまとめている）の4地域それぞれの加盟を認めているが、サッカーが公式なプログラムとして行われているオリンピックでは、単一国家としての出場が大原則であるため長年出場していなかった。しかし2012年に開催されたロンドン五輪では、4協会が一体となった統一「イギリス代表」として参加を果たした。
イギリスは1908年、1948年、2012年にロンドンで夏季オリンピックを開催した。冬季オリンピックの開催は一度もない。また1984年夏季パラリンピックはパラリンピック発祥の地であるストーク・マンデヴィルで行われた。
サッカー
数多くのスポーツを誕生させたイギリスにおいて、最も人気の高いスポーツはサッカーである。イギリスでサッカーは「フットボール」と呼ばれ、近代的なルールを確立したことから「近代サッカーの母国」と呼ばれ、それぞれの地域に独自のサッカー協会がある。イギリス国内でそれぞれ独立した形でサッカーリーグを展開しており、中でもイングランドのプレミアリーグは世界的に人気である。イングランドサッカー協会（FA）などを含むイギリス国内の地域協会は全て、国際サッカー連盟（FIFA）よりも早くに発足しており、FIFA加盟国では唯一特例で国内の地域単位での加盟を認められている（以降、FIFAは海外領土など一定の自治が行われている地域協会を認可している）。
イギリスはFIFAや欧州サッカー連盟（UEFA）が主宰する各種国際大会（FIFAワールドカップ・UEFA欧州選手権・UEFAネーションズリーグ・UEFAチャンピオンズリーグ・UEFAヨーロッパリーグ・UEFAヨーロッパカンファレンスリーグ・UEFAユースリーグ）には地域協会単位でのクラブチームやナショナルチームを参加させており、さらには7人いるFIFA副会長の一人はこの英本土4協会から選ばれる、サッカーのルールや重要事項に関しては、FIFAと英本土4協会で構成する国際サッカー評議会が決定するなど特権的な地位が与えられている。また、サッカー選手や監督がナイトの爵位を授与されることがある（ボビー・チャールトン、アレックス・ファーガソン、デビッド・ベッカム、スタンリー・マシューズ、ボビー・ロブソンなど）。
また、サッカーはもともとラグビーと同じく上流階級の師弟が通うパブリックスクールで近代競技として成立したが、その後は労働者階級の娯楽として発展していった。ただ、当時のイギリスの継続的な不況からくる労働者階級の人口の割合と、それ以外の階級者も観戦していたということを注意しなければならない。労働者階級がサッカーを好んでいたことは、フーリガンと呼ばれる暴力的なファンの存在にも顕れる。相次ぐフーリガン絡みの事件や事故を重く見た政府は1980年代にフーリガン規制法を制定し、スタジアムの大幅な安全基準の見直しなどを行った。各スタジアムの試合運営スタッフがスタジアムの至る所に監視カメラを設置し、特定のサポーターに対する厳重な監視や入場制限を行っている。そのような取り組みの末、スタジアムではそれまで頻発していたフーリガン絡みの事件や事故の件数が大幅に減少した。
- 2007-08シーズンにおけるイングランドサッカーの入場者数[99]
  - プレミアリーグ（1部）- 1370万8875人
  - EFLチャンピオンシップ（2部）- 939万7036人
  - EFLリーグ1（3部）- 441万2023人
  - EFLリーグ2（4部）- 239万6278人
  - FAカップ - 201万1320人
  - EFLカップ - 133万2841人
  - UEFAチャンピオンズリーグ - 122万0127人
  - UEFAヨーロッパリーグ - 46万2002人
    - 総観客動員数 - 3494万人

クリケット

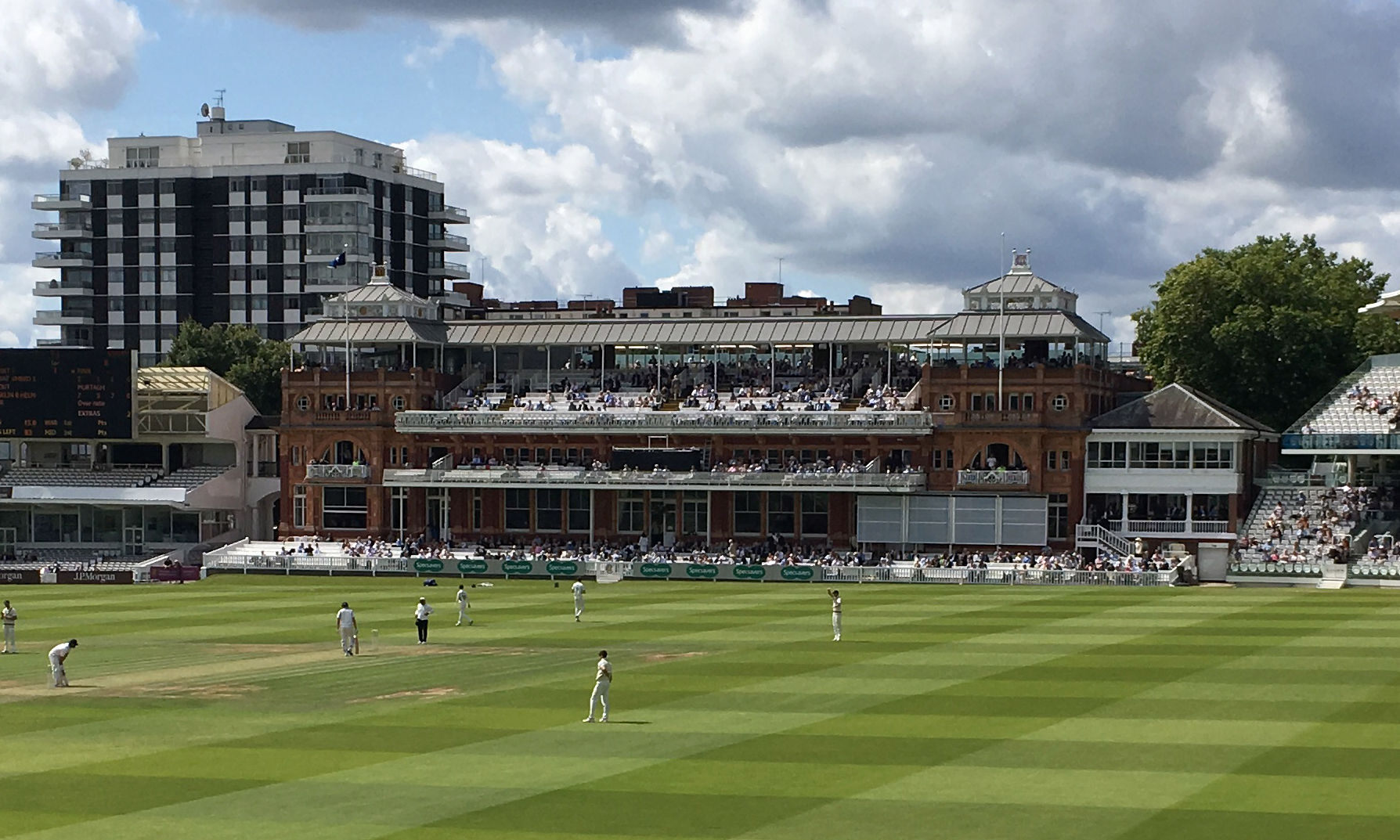
「クリケットの聖地」と呼ばれるローズ・クリケット・グラウンド

クリケットは16世紀にイングランド南部で始まり、18世紀末までにはイングランドの国民的スポーツへと発展した。大英帝国の拡大によって海外でもプレーされるようになり、1844年に史上初の国際試合が開催された。全面芝のフィールドでプレイされ、試合中にはティータイムもある。その優雅な雰囲気から、別名「紳士のスポーツ」といわれる。イギリスでは上流階級がたしなむスポーツとされており、格式や伝統あるエリート校の体育ではクリケットは必修種目とされている。1805年に開始されたイートン校とハロウ校との間で毎年開催される定期戦は、世界で最も歴史の長いスポーツイベントの一つであり、クリケットの聖地と呼ばれるローズ・クリケット・グラウンドで200年以上行われている。オックスフォード大学とケンブリッジ大学との間で毎年開催されている定期戦も200年近くの歴史がある。イギリス王室と歴史的に深く結びついており、大英帝国勲章のナイトの称号を授与されたクリケット選手はスポーツ界の中で特に多い。
イングランド及びウェールズの国内競技連盟はイングランド・ウェールズクリケット委員会（ECB）であり、1905年に国際クリケット評議会（ICC）に加盟した。クリケットのイングランド代表は、イングランドとウェールズの合同チームである。スコットランドでも人気スポーツの一つであり、北アイルランドはアイルランド共和国と合同のアイルランド代表として構成されている。クリケット・ワールドカップはFIFAワールドカップと夏季オリンピックに次いで世界で3番目に視聴者数の多いスポーツイベントであり、イングランド及びウェールズ開催の2019年大会ではイングランド代表が初優勝した。女子イングランド代表はワールドカップで4度の優勝経験を誇る。イングランド及びウェールズの国内リーグはカウンティ・チャンピオンシップがあり、イングランド所在の17クラブ及びウェールズ所在の1クラブ、合計18クラブにより編成される。2003年に従来のクリケットとは異なり3時間程度で試合が終了するトゥエンティ20形式が導入され、同年にプロリーグのトゥエンティ20カップが開始された。
ロンドンにあるローズ・クリケット・グラウンドは「クリケットの聖地」と呼ばれ、クリケット・ワールドカップの決勝戦が史上最多の5度開催された（1975年、1979年、1983年、1999年、2019年）。イギリス女王のエリザベス2世は、王配のフィリップと同行して同グラウンドを33回公式訪問し、イングランド代表のテストマッチなどを観戦した。
競馬
近代競馬発祥の地でもある。18世紀ゴルフに次いでスポーツ組織としてジョッキークラブが組織され、同時期にサラブレッドも成立した。どちらかと言えば平地競走よりも障害競走の方が盛んな国であり、"Favourite 100 Horses"（好きな馬100選）ではアークルを初め障害馬が上位を独占した。障害のチェルトナムフェスティバルやグランドナショナルミーティングは15～25万人もの観客動員数がある。特に最大の競走であるG3グランドナショナルの売り上げは700億円近くになり、2007年現在世界で最も馬券を売り上げる競走になっている。平地競走は、イギリスダービー、王室開催のロイヤルアスコット開催が知られ、こちらも14～25万人の観客を集める。ダービーは、この競走を冠した競走が競馬を行っている国には必ずと言っていい程存在しており世界で最も知られた競走といって良いだろう。エリザベス女王も競馬ファンとして知られており、自身何頭も競走馬を所有している。
イギリスでは、日本などと違い競馬など特定の競技だけでなく全てのスポーツがギャンブルの対象となるが、売り上げはやはり競馬とサッカーが多い。競馬は1970年代を頂点に人気を失いつつあったが、後に急速に観客動員数が持ち直す傾向にある。売上高も2兆円を超え、人口当りの売り上げは香港を除けばオーストラリアに次ぐ。しかし、売り上げの多く（2003年で97.1%）が主催者側と関係のないブックメーカーに占められるという構造的な課題がある。なお、イギリス人はどんな小さな植民地にも大抵の場合は競馬場を建設したため、独立後も旧イギリス領は競馬が盛んな国が多い。また、馬術も盛んであり、馬術のバドミントンは3日間で15万人以上の観客動員数がある。
モータースポーツ
イギリスはモータースポーツ発祥の地としても知られる。フォーミュラ1（F1）では多数のチャンピオンドライバーを生み出している。最近では、2009年世界チャンピオンにジェンソン・バトン、そして2008、2014、2015、2017、2018、2019、2020年度世界チャンピオンに7度ルイス・ハミルトンが輝き、あと1回世界チャンピオンになれば、ミハエル・シューマッハのもつ７度の記録を上回ることになる。過去にはロータスやティレル、現在もマクラーレン、ウィリアムズといった数多くの名門レーシングチームが存在しており、強豪メルセデスAMG F1も本拠を置くなど、欧州で最も進んだレーシングカー産業の国としても知られる。
イベントにも歴史があり、1926年に初開催されたイギリスグランプリは最も古いグランプリレースのひとつである。1950年に始まったF1グランプリはイギリスグランプリを第1戦とした。また世界ラリー選手権の一戦として組み込まれているラリー・グレート・ブリテン（ラリーGB、1933年初開催）も同シリーズの中でもっとも古いイベントの一つである。国内レースとしては、毎年死人が出るほど危険な、バイクによる公道レースのマン島TTやアルスターグランプリが有名である。またサーキットでも、BTCC（イギリスツーリングカー選手権）、BSB（ブリティッシュスーパーバイク選手権）も有名で、これらには多数の日本車・日本人が参戦しており、清成龍一はBSBの3度の王者である。
自転車競技
国内での人気はサッカーなどには劣るが、ロードレースやトラックレースでは世界でもフランス、スペイン、イタリアと肩を並べる強豪国である。ロードレースでは2012年にブラッドリー・ウィギンスがツール・ド・フランスを英国人として初めて制覇し、クリス・フルームは2013年、2015年、2016年、2017年と同大会で総合優勝、2017年にはブエルタ・ア・エスパーニャを、2018年にはジロ・デ・イタリアを制覇し、グランツールと呼ばれる世界三大ステージレースを年を跨いで連続制覇した史上3人目の選手となった。マーク・カヴェンディッシュは2024年にツール・ド・フランス区間優勝数で最多となる35勝を達成した。トラックレースでもウィギンスやカヴェンディッシュ、ゲラント・トーマス、エド・クランシーらが世界選手権やオリンピックで数々のメダルを獲得している。
その他の競技
イギリスは、1896年に開催された第1回アテネオリンピックから参加しており、冬季オリンピックにも第1回の1924年シャモニー・モンブランオリンピックから参加を続け、これまで開催された全ての五輪大会に出場を続けている。また、これまでに開催された全ての夏季オリンピックで金メダルを獲得している唯一の国である。
カーリングはヨーロッパにおける強豪国として知られ、2022年北京オリンピックにも出場した。大会では予選3位で決勝トーナメントに進出し、準決勝ではスウェーデンに延長戦の末に勝利。決勝戦では平昌と同じく日本と対戦し、勝利して金メダルを獲得した。
競技人口はあまり多くないが野球も行われており、ヨーロッパ野球選手権大会などの大会に出場している。WBCには予選が導入された第3回大会から出場しており、3回目の参加となった第5回大会では予選A組でフランス、ドイツ、スペインに3連勝し初の本戦進出を果たしている。本戦ではアメリカ、メキシコ、コロンビア、カナダと同じC組に入った。

## 象徴

### 国花
国花はそれぞれの地域が持っている。
- イングランドはバラ（テューダー・ローズ）[114]。
- ウェールズはラッパスイセン（スイセンの1種）[115]。このほか、リーキも歴史のあるシンボルである[114][115]。
- 北アイルランドはシャムロック[114]。
- スコットランドはアザミ[114]。